# Strausberger Eisenbahn
| Ein Flexity an der Endhaltestelle Lustgarten |                                                |                                        |                                        |
| |                                                |                                        |                                        |
| Kursbuchstrecke (DB): | keine, ehemals 94g (1934), ehemals 107c (1946) |                                        |                                        |
| Streckenlänge: | 6,192 km                                       |                                        |                                        |
| Spurweite: | 1435 mm (Normalspur)                           |                                        |                                        |
| Stromsystem: | 750 Volt =                                     |                                        |                                        |
| Maximale Neigung: | 10 ‰                                           |                                        |                                        |
| Minimaler Radius: | 100 m                                          |                                        |                                        |
| |                                                |                                        |                                        |
| \| \| \| von Berlin \| \| \| \| \| ehemaliges Übergabegleis zur DB \| \| \| \| 0,000 \| S-Bahnhof (DB-Bezeichnung: Strausberg) \| S-Bahnhof (DB-Bezeichnung: Strausberg) \| \| \| \| nach Herzfelde \| \| \| \| \| nach Küstrin \| \| \| \| \| nach Strausberg Nord \| \| \| \| 0,800 \| Landhausstraße \| Landhausstraße \| \| \| \| Märchenwald (seit 2024) \| \| \| \| 2,100 \| Schlagmühle \| Schlagmühle \| \| \| 3,200 \| Stadtwald \| Stadtwald \| \| \| 3,500 \| Hegermühle \| Hegermühle \| \| \| \| \| \| \| \| 3,900 \| Wolfstal (bis 2011) \| Wolfstal (bis 2011) \| \| \| \| Heinrich-Heine-Straße (seit 2011) \| \| \| \| 4,500 \| Käthe-Kollwitz-Straße \| Käthe-Kollwitz-Straße \| \| \| 5,300 \| Elisabethstraße \| Elisabethstraße \| \| \| 5,550 \| Wilhelmstraße (bis 1940) \| Wilhelmstraße (bis 1940) \| \| \| 6,000 \| Strausberg Stadt (ehemals Bahnhof) \| Strausberg Stadt (ehemals Bahnhof) \| \| \| 5,900 \| Lustgarten \| Lustgarten \| \| \| \| \| \| \| \| 6,310 \| Große Straße \| Große Straße \| \| \| 6,535 \| Marktplatz \| Marktplatz \| \| \| 6,825 \| Badstraße \| Badstraße \| \| \| 7,100 \| Landesjugendheim \| Landesjugendheim \| |                                                |                                        |                                        |
| Strecke von rechts |                                                | von Berlin                             | von Berlin                             |
| Abzweig geradeaus und ehemals von links · Abzweig geradeaus und nach rechts (Strecke außer Betrieb) |                                                | ehemaliges Übergabegleis zur DB        | ehemaliges Übergabegleis zur DB        |
| Bahnhof mit S-Bahn-Halt · U-Bahn-Haltepunkt / Haltestelle Strecke bis hier außer Betrieb | 0,000                                          | S-Bahnhof (DB-Bezeichnung: Strausberg) | S-Bahnhof (DB-Bezeichnung: Strausberg) |
| Abzweig geradeaus und ehemals nach rechts · U-Bahn-Strecke |                                                | nach Herzfelde                         | nach Herzfelde                         |
| Abzweig geradeaus und nach rechts · U-Bahn-Strecke |                                                | nach Küstrin                           | nach Küstrin                           |
| Strecke nach rechts · U-Bahn-Strecke |                                                | nach Strausberg Nord                   | nach Strausberg Nord                   |
| U-Bahn-Haltepunkt / Haltestelle | 0,800                                          | Landhausstraße                         | Landhausstraße                         |
| U-Bahn-Haltepunkt / Haltestelle |                                                | Märchenwald (seit 2024)                | Märchenwald (seit 2024)                |
| U-Bahn-Haltepunkt / Haltestelle | 2,100                                          | Schlagmühle                            | Schlagmühle                            |
| U-Bahn-Haltepunkt / Haltestelle | 3,200                                          | Stadtwald                              | Stadtwald                              |
| U-Bahn-Bahnhof | 3,500                                          | Hegermühle                             | Hegermühle                             |
| Strecke von links (außer Betrieb) · U-Bahn-Abzweig mit Eisenbahn geradeaus und ehemals nach rechts |                                                |                                        |                                        |
| Strecke (außer Betrieb) · ehemaliger U-Bahn-Haltepunkt / Haltestelle | 3,900                                          | Wolfstal (bis 2011)                    | Wolfstal (bis 2011)                    |
| Strecke (außer Betrieb) · U-Bahn-Haltepunkt / Haltestelle |                                                | Heinrich-Heine-Straße (seit 2011)      | Heinrich-Heine-Straße (seit 2011)      |
| Strecke (außer Betrieb) · U-Bahn-Haltepunkt / Haltestelle | 4,500                                          | Käthe-Kollwitz-Straße                  | Käthe-Kollwitz-Straße                  |
| Strecke (außer Betrieb) · U-Bahn-Haltepunkt / Haltestelle | 5,300                                          | Elisabethstraße                        | Elisabethstraße                        |
| Strecke (außer Betrieb) · ehemaliger U-Bahn-Haltepunkt / Haltestelle | 5,550                                          | Wilhelmstraße (bis 1940)               | Wilhelmstraße (bis 1940)               |
| U-Bahn-Betriebs-/Güterbahnhof Strecke bis hier außer Betrieb · U-Bahn-Strecke | 6,000                                          | Strausberg Stadt (ehemals Bahnhof)     | Strausberg Stadt (ehemals Bahnhof)     |
| U-Bahn-Strecke · U-Bahn-Haltepunkt / Haltestelle | 5,900                                          | Lustgarten                             | Lustgarten                             |
| U-Bahn-Strecke nach links · U-Bahn-Abzweig ehemals geradeaus und nach rechts |                                                |                                        |                                        |
| U-Bahn-Haltepunkt / Haltestelle (Strecke außer Betrieb) | 6,310                                          | Große Straße                           | Große Straße                           |
| U-Bahn-Haltepunkt / Haltestelle (Strecke außer Betrieb) | 6,535                                          | Marktplatz                             | Marktplatz                             |
| U-Bahn-Haltepunkt / Haltestelle (Strecke außer Betrieb) | 6,825                                          | Badstraße                              | Badstraße                              |
| U-Bahn-Kopfbahnhof Streckenende (Strecke außer Betrieb) | 7,100                                          | Landesjugendheim                       | Landesjugendheim                       |

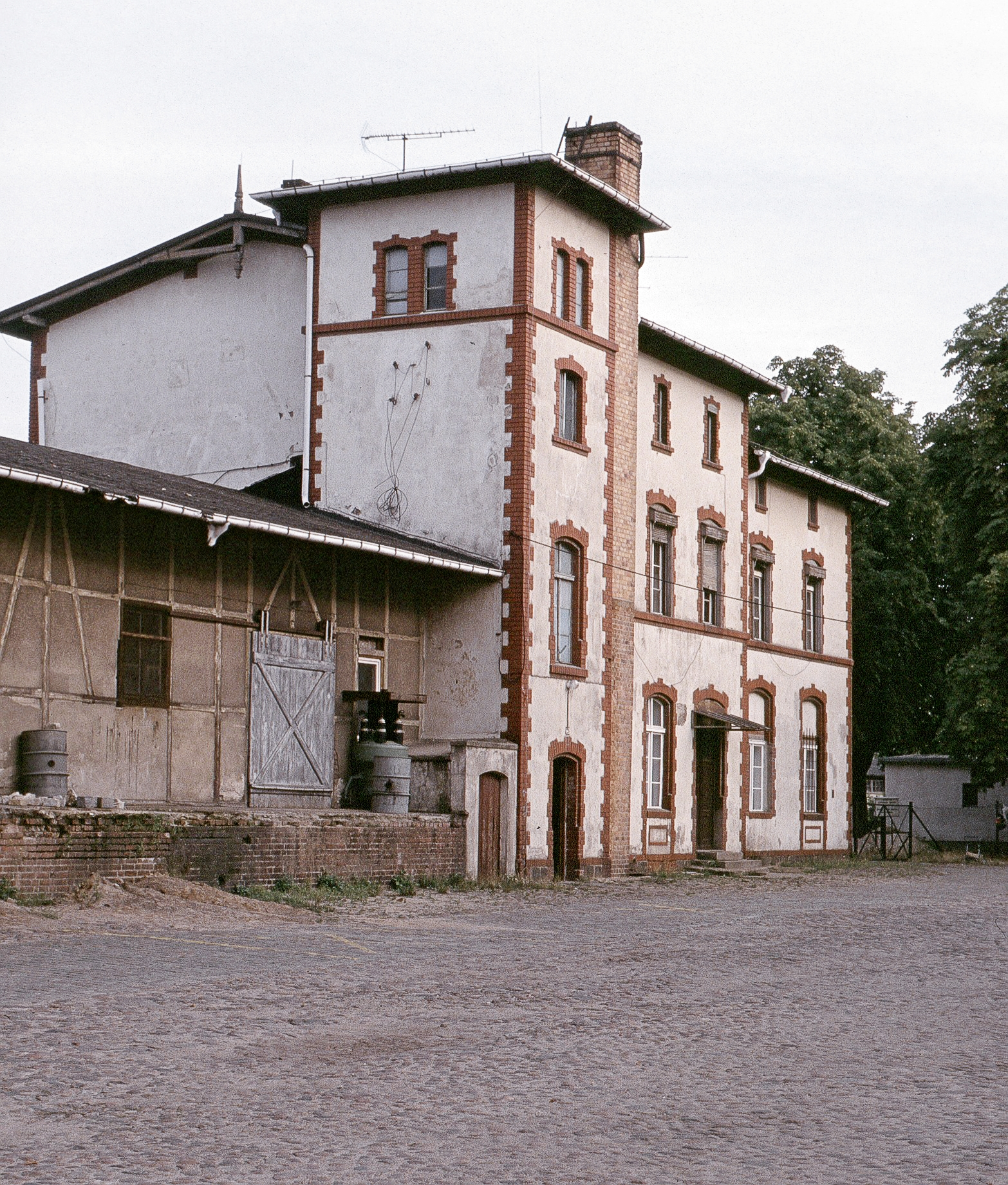
Bahnhofsgebäude Strausberg Stadt, 1992

Strausberger Eisenbahn, bis 1920 Strausberger Kleinbahn, ist der Name eines östlich von Berlin gelegenen Straßenbahn-Betriebs in der brandenburgischen Stadt Strausberg im Landkreis Märkisch-Oderland. Gleichzeitig ist dies auch die heutige Bezeichnung des Verkehrsunternehmens, welches die Bahn betreibt, der Strausberger Eisenbahn GmbH (STE).
Als Linie 89 verbindet die Straßenbahn das Stadtzentrum mit dem peripher gelegenen Bahnhof Strausberg an der Preußischen Ostbahn. Dort besteht Anschluss an die Linie S5 der S-Bahn Berlin und an die Regionalbahnlinie RB26, die gegenwärtig von der Niederbarnimer Eisenbahn betrieben wird.
Seit 2006 findet auf der Strausberger Eisenbahn nur noch Personenverkehr gemäß Straßenbahn-Bau- und Betriebsordnung (BOStrab) statt. Bis 1995 hatte es auf ihrer Stammstrecke auch regelmäßigen Güterverkehr gegeben. Ferner unterhält die Strausberger Eisenbahn seit 1951 die elektrische Strausseefähre. Die historischen Bahnhofsanlagen der Strausberger Eisenbahn sind auf der Liste der Baudenkmale in Strausberg verzeichnet.

## Geschichte

### Vorgeschichte und Inbetriebnahme
Ursprünglich war geplant, die Trasse der im Herbst 1867 eröffneten Ostbahn näher an die Stadt Strausberg zu legen. Eine Führung über das Wolfstal scheiterte jedoch, da die Stadt wie auch private Grundbesitzer nicht zur Abgabe von erforderlichem Gelände bereit waren. Daher verblieb Strausberg nach der Eröffnung der Ostbahn verkehrsmäßig im Abseits. Zwischen der Stadt und dem Bahnhof wurde von privater Seite eine Pferdebuslinie eingerichtet, die aber – besonders an Sonn- und Feiertagen in der Sommersaison – das Verkehrsaufkommen bald nicht mehr bewältigen konnte und „Verstärkungswagen“ in Form von Bauernfuhrwerken notwendig machten.
Die Zunahme der Kleinindustrie im Zuge der Gründerzeit machte in dem Land- und Ackerbürgerstädtchen eine Verbesserung der Verkehrsverhältnisse wünschenswert. Die Aufnahme des Vorortverkehrs aus Berlin, dessen Züge ab dem 1. Oktober 1891 im Bahnhof Strausberg endeten, führte dennoch nicht zum geplanten Bau einer Pferdebahnstrecke. Das im Sommer 1892 vom Preußischen Landtag verabschiedete Kleinbahngesetz bot schließlich die Basis für eine grundlegende Änderung der misslichen Verkehrslage. Es ermöglichte den Bau einer „Secundär-Bahn“ mit gegenüber dem normalen Bahnbetrieb vereinfachten Betriebs- und Anlagebedingungen bei verhältnismäßig geringem Kapitalaufwand.
Gemäß dem Wunsch, eine bessere Verbindung zum Bahnhof der Ostbahn herzustellen, wurde am 2. Mai 1893 eine Aktiengesellschaft gegründet, an der die Provinz Brandenburg und der Landkreis Oberbarnim beteiligt waren. Im Hinblick auf die zu erwartenden Einnahmen erfolgte das Aufbringen des erforderlichen Kapitals von 330 000 Mark ohne Schwierigkeiten. Die Strausberger Eisenbahn A.-G. konnte daraufhin den Antrag auf Konzessionierung stellen, die in Form einer Dauerkonzession zum Zweck der Personen- und Güterbeförderung erteilt wurde. Die Erteilung der Bauaufträge für eine eingleisige normalspurige Kleinbahn erfolgte unverzüglich, den Bahnbau führte die Berliner Tiefbaufirma Lenz & Co aus. Dass die Kosten den veranschlagten Betrag um 70.000 Mark überschritten, erwies sich als unproblematisch.
Nach nur viereinhalb Monaten Bauzeit konnte am 17. August 1893 die 6,2 Kilometer lange Stichbahn eröffnet werden zwischen den Bahnhöfen Strausberg Vorstadt und Strausberg Stadt (der letzte ist nicht der heutige S-Bahnhof mit demselben Namen, aber befand sich bei der Walkmühlenstraße). Sie bediente zunächst nur die drei Zwischenstationen Landhaus (heute Landhausstraße), Schlagmühle und Hegermühle. Für den Güterverkehr wurde zur Preußischen Ostbahn eine Gleisverbindung angelegt, die Übergabe von Güterwagen war dadurch ohne Umladung möglich. Die Bahn wurde zunächst mit kleinen zweiachsigen Dampflokomotiven betrieben und entwickelte sich gut. Betriebsmittelpunkt der Strausberger Kleinbahn war der Bahnhof Strausberg Stadt, dort existierten ein Lokschuppen, eine Güterabfertigung und ein Empfangsgebäude.
Im Betriebsjahr 1895/96 beförderte die Bahn 114 332 Fahrgäste und 10 081 Tonnen Güter, 488 403 Reisende und 28 382 Tonnen Güter waren es im Betriebsjahr 1909/1910. Der Pendlern nach Berlin und von dort kommenden Ausflüglern zu verdankende gleichbleibende Anstieg des Verkehrs sicherte den Aktionären gute Dividenden.

### Elektrifizierung und Erweiterung

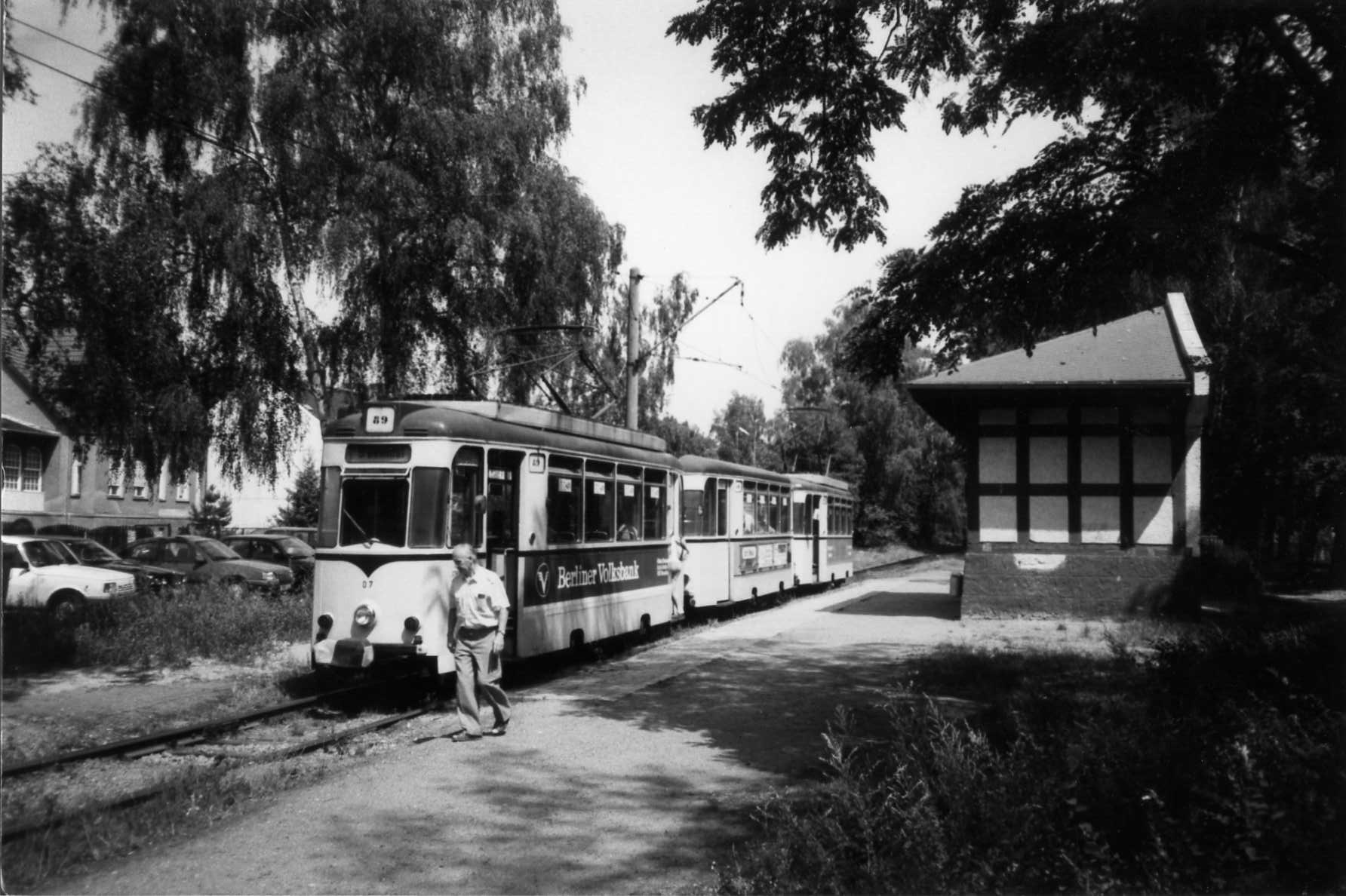
Rekozug in der Haltestelle Landhausstraße, 1993

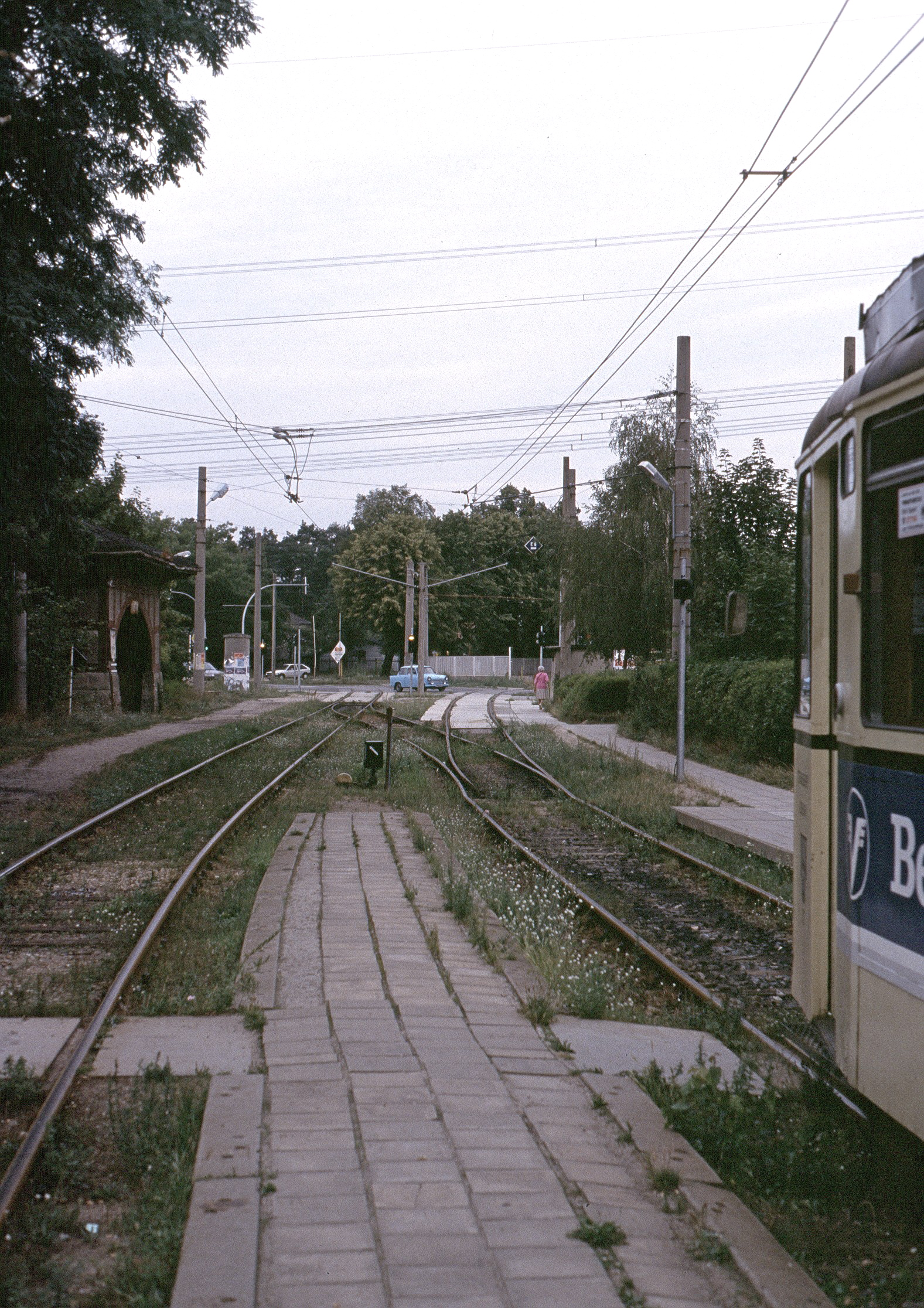
Abzweig Bahnhof Hegermühle – links das Straßenbahn-, rechts das Eisenbahngleis, 1992

Kurz vor dem Ersten Weltkrieg wurden erste Pläne zur Umstellung der Bahn auf elektrischen Betrieb ausgearbeitet, die infolge der Kriegsereignisse zunächst jedoch nicht weiter verfolgt werden konnten. Nachdem man im Sommer 1920, um den Ausflugsverkehr zu bewältigen, aber Personenwagen von der Staatsbahn anmieten musste, wurde das Vorhaben wieder aktuell. Zudem wurde eine gänzliche Neutrassierung geplant, die Idee einer Führung entlang der heutigen Ernst-Thälmann-Straße aber nicht realisiert.
Um die Bahn – die das bebaute Stadtgebiet Strausbergs östlich umging – näher an die Wohngebiete und die Innenstadt zu bringen, eröffnete die Strausberger Eisenbahn am 16. März 1921 eine mit 750 V Gleichspannung elektrifizierte neue Trasse. Diese zweigt am Bahnhof Hegermühle von der ursprünglichen Strecke Richtung Bahnhof Strausberg Stadt ab und ist ab dort – als Straßenbahn und unter Verwendung von Rillenschienen – weitgehend im Straßenraum trassiert. Die neue Endstation lag damals wie heute beim Lustgarten nahe dem Bahnhof Strausberg Stadt. Ab dem 1. April 1921 wurde auch die restliche Strecke mit elektrischen Zügen befahren. Die Berliner Bergmann-Elektrizitäts-A.G. richtete die Strecken für den elektrischen Betrieb ein, lieferte die erste Lokomotive (Nr. 12) und die elektrische Ausrüstung der ersten Triebwagen. Da neue Haltestellen hinzukamen, verkürzte sich die Fahrzeit nur um eine Minute auf 17 Minuten. Die für den Personenverkehr genutzte Streckenlänge betrug fortan 7,1 Kilometer, die alte Trasse zwischen Hegermühle und Strausberg Stadt blieb für den Güterverkehr erhalten.
Betriebsmittelpunkt der Bahn war weiterhin der Bahnhof Strausberg Stadt, dort wurde auch ein neues dreiständiges Depot für die elektrischen Fahrzeuge errichtet. Dieses Depot wurde mittels einer circa 100 Meter langen Verbindungskurve an den neuen Streckenendpunkt Lustgarten angeschlossen, so dass der Bahnhof Strausberg Stadt fortan über beide Strecken erreichbar war. 1926 wurde die Innenstadtstrecke zweimal verlängert: zunächst ging am 8. Februar 1926 der 300 m lange Abschnitt Lustgarten–Marktplatz in Betrieb, am 16. April 1926 folgte der 600 Meter lange Abschnitt Marktplatz–Provinzialanstalt (später Landesjugendheim). Eine angedachte Verlängerung bis Strausberg Nord unterblieb jedoch. Für einige Zeit ging die Strausberger Eisenbahn in den Besitz der Stadt über, die sie Anfang der 1930er Jahre aber wieder an eine private Gesellschaft veräußerte.
Ab 1934 begann mit der militärischen Aufrüstung der Ausbau des Strausberger Industrie- und Gewerbegebiets an der Kleinbahnstrecke. Neben der Schuhfabrik Diamant, vormals Tack, siedelten sich dort eine Munitionsfabrik der Fritz Werner AG unter dem Tarnnamen Märkische Walzwerk GmbH sowie das Flugzeugreparaturwerk Alfred Friedrich an. Im südlichen Teil des Geländes lag unmittelbar an der Bahnstrecke ein Lager für Fremd- und Zwangsarbeiter der Rüstungsbetriebe, im Norden der Stadt existierten Kasernen. Auf der Strecke bestand ein reger Güterverkehr, und im Berufsverkehr gab es sogar lokbespannte Personenzüge über die Güterstrecke mit den Elektrolokomotiven Nr. 12 und 15 und zweiachsigen Personen- sowie einem vierachsigen Schnellzugwagen. Trotz der Nähe der Kasernen und der Rüstungswerke blieb Strausberg weitgehend von Luftangriffen verschont. Bei den Kämpfen um Berlin wurden die Bahnanlagen, und zum Teil auch die Fahrzeuge, jedoch schwer beschädigt. Im April 1945 wurde der Bahnbetrieb eingestellt. Nach dem Zweiten Weltkrieg unterhielten im Industrie- und Gewerbegebiet die sowjetischen Streitkräfte eine Versorgungsbasis.

### Nach dem Zweiten Weltkrieg

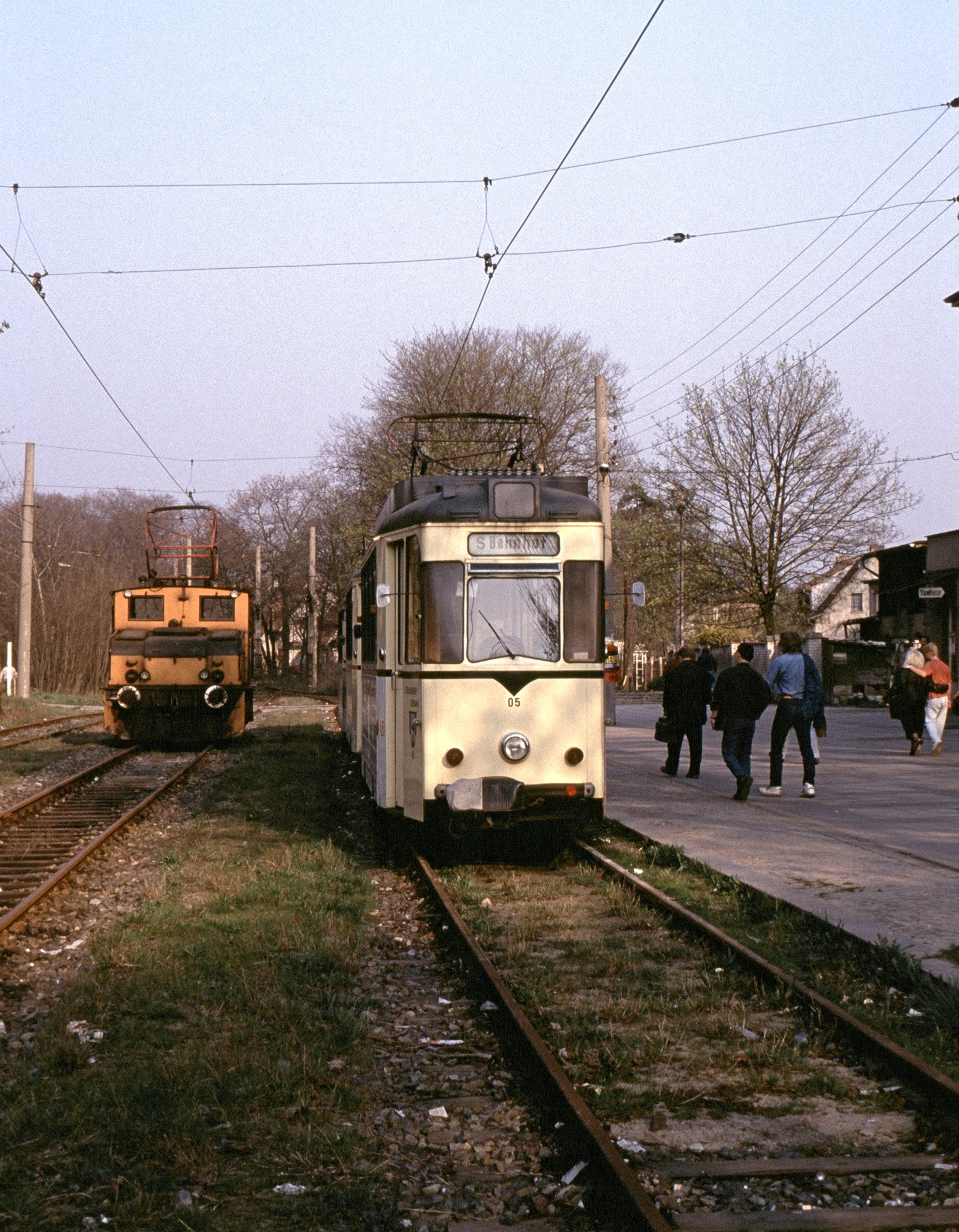
Triebwagen 05 und Lokomotive 15 am Bahnhof, 1991

Ab dem Spätsommer 1945 gab es wieder stündlichen Verkehr, zunächst zwischen Hegermühle und Lustgarten. Erst 1946 konnte die Gesamtstrecke wieder befahren werden. Als nach Kriegsende 1945 die Verstaatlichung der Gesellschaft drohte, konnte die Stadt Strausberg darauf verweisen, dass sie inzwischen rund 95 Prozent der Aktien besaß – die Strausberger Eisenbahn entging damit der Integration in die Deutsche Reichsbahn. Die Aktiengesellschaft wurde aufgelöst und der Betrieb unter der Bezeichnung „Strausberger Straßenbahn“ von der Stadt übernommen. 1949 wurde er in ein kommunales Wirtschaftsunternehmen (KWU) umgewandelt und unter dem Namen „KWU der Stadt Strausberg, Abt. Bahn“ geführt. 1951 wurde die Bahn in einen Volkseigenen Betrieb (VEB) umgewandelt und hieß fortan wieder „Strausberger Eisenbahn“. Bis ca. 1948 wurde der Güterverkehr durch die Reichsbahn mit Dampflokomotiven, erst danach wieder mit den betriebseigenen Elektrolokomotiven durchgeführt.

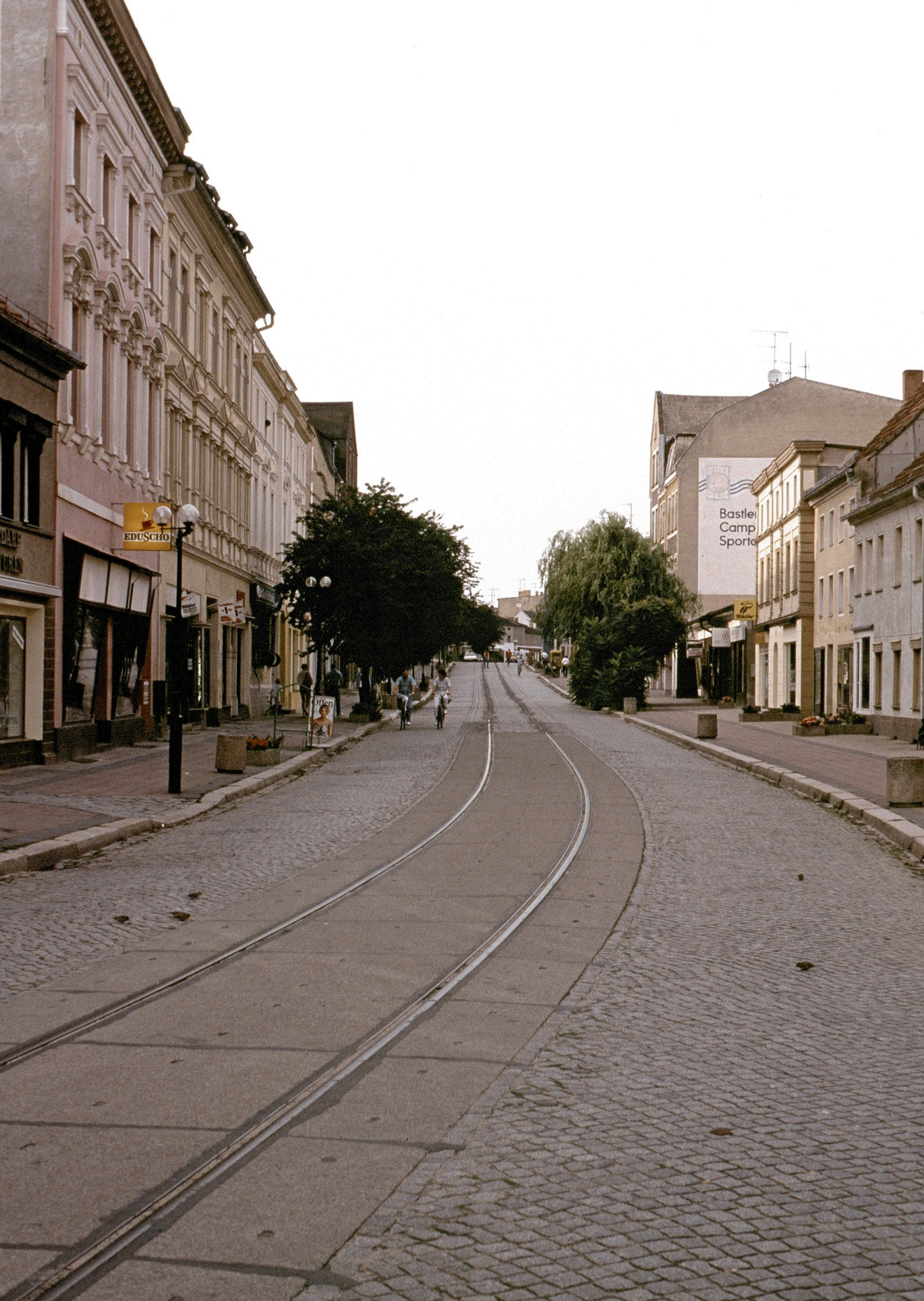
Gleis in Richtung Landesjugendheim in der Großen Straße, 1992

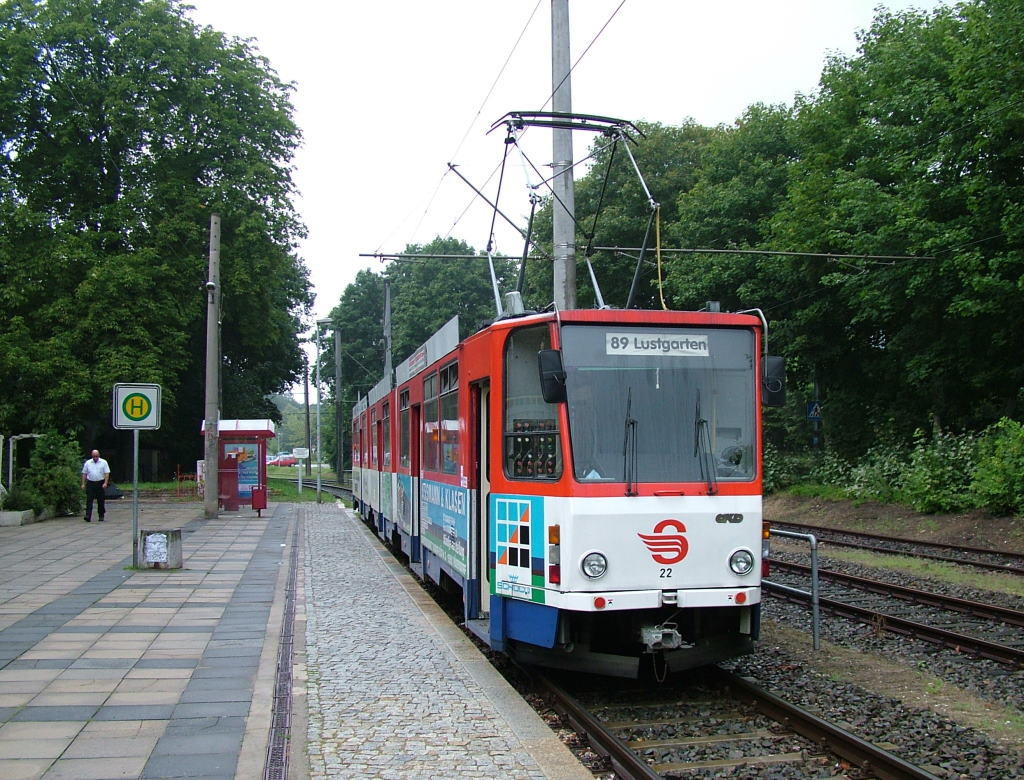
August 2004: Triebwagen 22 der Strausberger Eisenbahn an der Endstation S-Bahnhof, im Hintergrund das Ende 2005 aufgelassene Übergabegleis zur Deutschen Bahn

Nach dem Krieg wurde der Personenverkehr zunächst mit 40-Minuten-Zugfolge, dann im 30-Minuten-Takt durchgeführt. Die Ausweitung des Berliner S-Bahn-Verkehrs bis zum Bahnhof Strausberg im Jahr 1948 machte die Anpassung an dessen 20-Minuten-Zugfolge notwendig. Die 1955 eröffnete Neubaustrecke der S-Bahn bis Strausberg Nord erwies sich aufgrund ihrer Lage und Taktfrequenz nicht als bedeutende Konkurrenz.
1969 wurde die Strausberger Eisenbahn dem VEB Kraftverkehr Frankfurt (Oder) zugeordnet und verlor somit ihre betriebliche Selbstständigkeit. Am 1. Oktober 1970 wurde der Abschnitt Lustgarten–Landesjugendheim stillgelegt, die drohende Gesamtstilllegung in den 1980er Jahren unterblieb wegen des Treibstoffmangels in der DDR. Für nennenswerten Güterverkehr auf der Güterstrecke Hegermühle–Strausberg Stadt sorgten bis 1990 der Schrottplatz in der Hegermühlenstraße sowie die Kaserne der Sowjetarmee. Nach dem Anfang der 1990er Jahre erfolgten Abzug der russischen Streitkräfte (die 1991 aus der Sowjetarmee hervorgegangen waren) entfiel der Großteil des Güterverkehrs. Nachdem auch die übrigen Anschlussinhaber kein Interesse am weiteren Bahntransport zeigten, wurde der Güterverkehr nur noch sporadisch durchgeführt und schließlich zum Jahresende 2005 komplett aufgegeben – damals wurde der Gleisanschluss zur DB Netz AG gekündigt. Daraufhin wurde das Anschlussgleis Anfang 2006 abgebaut und die Strausberger Eisenbahn zu einem Inselbetrieb. Die nicht mehr benötigte Güterstrecke vom Bahnhof Hegermühle durch das ehemalige BHG-Areal (heutiges Handelszentrum Strausberg) an der Goethestraße sowie das verlassene Kasernengelände (inzwischen mit Einfamilienhäusern bebaut) zum alten Kleinbahnhof Strausberg Stadt – also die ursprüngliche Kleinbahnstrecke – wurde schließlich im Jahre 2006 zurückgebaut.

### Heutiger Betrieb
Die Strausberger Eisenbahn wird zurzeit wie folgt betrieben (jeweils ab beziehungsweise bis Endstelle Lustgarten, Stand 10. Dezember 2023):
| Werktags außer samstags | Umlauf 1 | von 4:42 Uhr | bis 22:33 Uhr | 27 Zugpaare |
| Werktags außer samstags | Umlauf 2 | von 5:02 Uhr | bis 22:13 Uhr | 26 Zugpaare |
| Samstags                | Umlauf 1 | von 6:22 Uhr | bis 22:13 Uhr | 24 Zugpaare |
| Sonntags und feiertags  | Umlauf 1 | von 7:02 Uhr | bis 22:13 Uhr | 23 Zugpaare |

Es besteht ein starrer 20-Minuten-Takt mit zwei Umläufen mit Anschluss von und zu jedem S-Bahn-Zug. Am Wochenende besteht ein starrer 40-Minuten-Takt mit nur einem Umlauf. Gekreuzt wird ausschließlich an der Haltestelle Hegermühle (ehemals Bahnhof), alle anderen Stationen der Bahn sind einfache Haltestellen (ehemalige Haltepunkte) ohne Begegnungsmöglichkeit. Die einfache Fahrt dauert jeweils 13 Minuten, die Wendezeit beträgt an beiden Endstellen jeweils sieben Minuten.
Am 11. Dezember 2011 ging die neue Haltestelle „Heinrich-Heine-Straße“ in Betrieb. Gleichzeitig wurde die etwas südlicher gelegene Haltestelle „Wolfstal“ aufgehoben.
Seit dem Fahrplanwechsel am 10. Dezember 2023 werden alle Unterwegshalte nur bei Bedarf – wenn ein Haltewunschknopf betätigt wurde oder ein Fahrgast an einer Haltestelle steht – bedient.

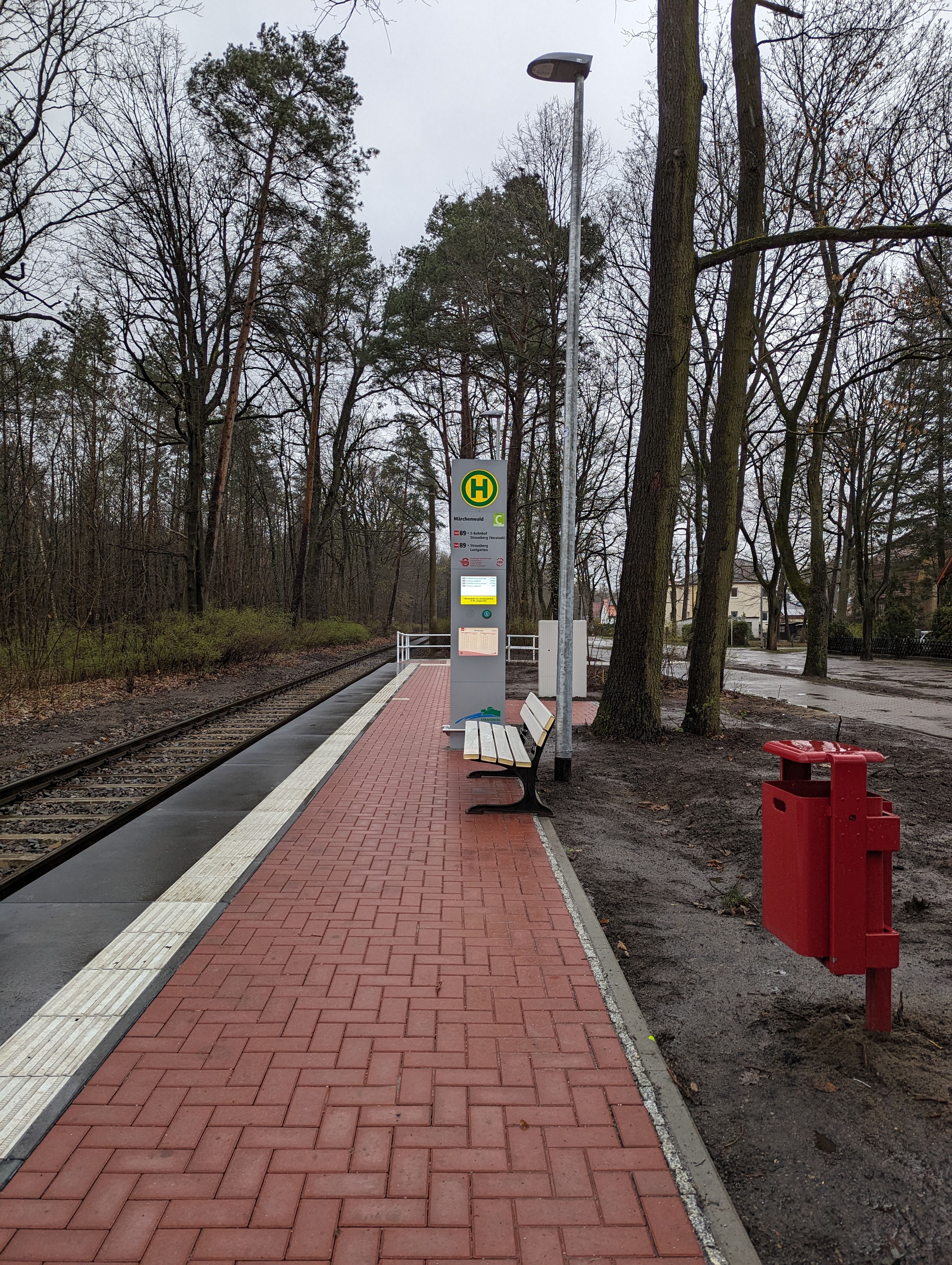
Haltestelle Märchenwald (nach der Eröffnung im März 2024)

Am 21. März 2024 wurde zwischen den Haltestellen Landhausstraße und Schlagmühle eine neue Haltestelle „Märchenwald“ in Betrieb genommen. Damit wurde der Haltestellenabstand von zuvor 1200 m verringert. Die feierliche Einweihung der neuen Straßenbahnhaltestelle erfolgte am 25. April 2024.

## Fahrzeuge

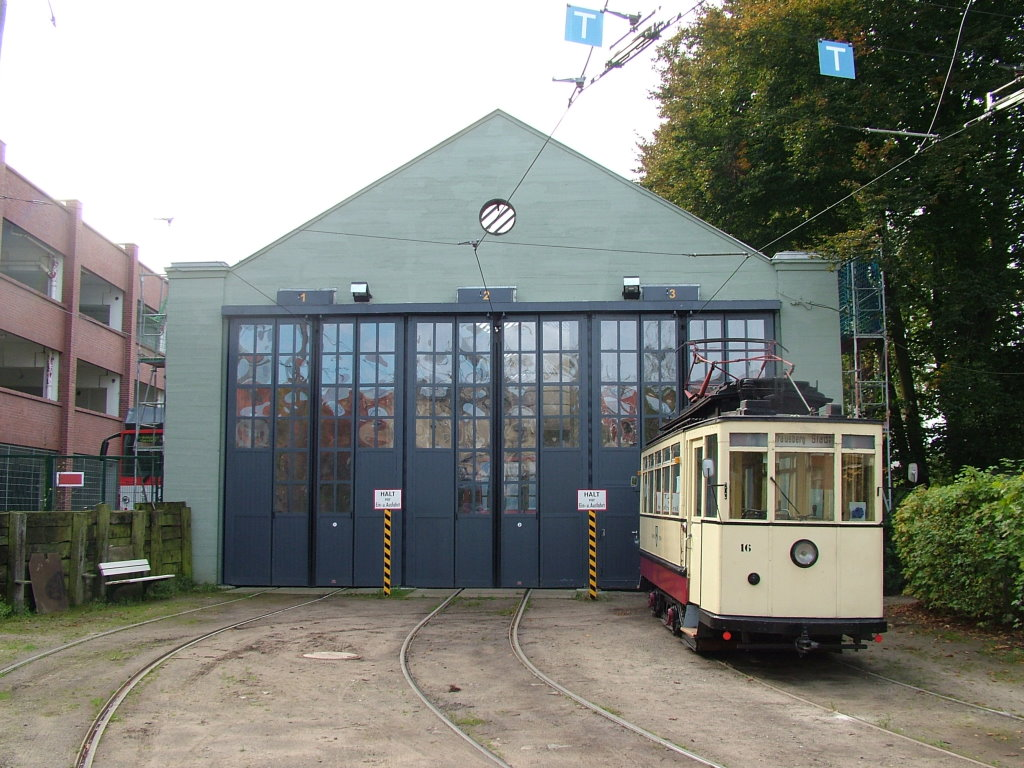
Oktober 2005: Der historische Triebwagen 16 vor dem Depot, dieses befindet sich auf dem Gelände des ehemaligen Bahnhofs Strausberg Stadt. Am linken Bildrand ist der Einzelgänger Nummer 30 des Typs T6C5 zu erkennen

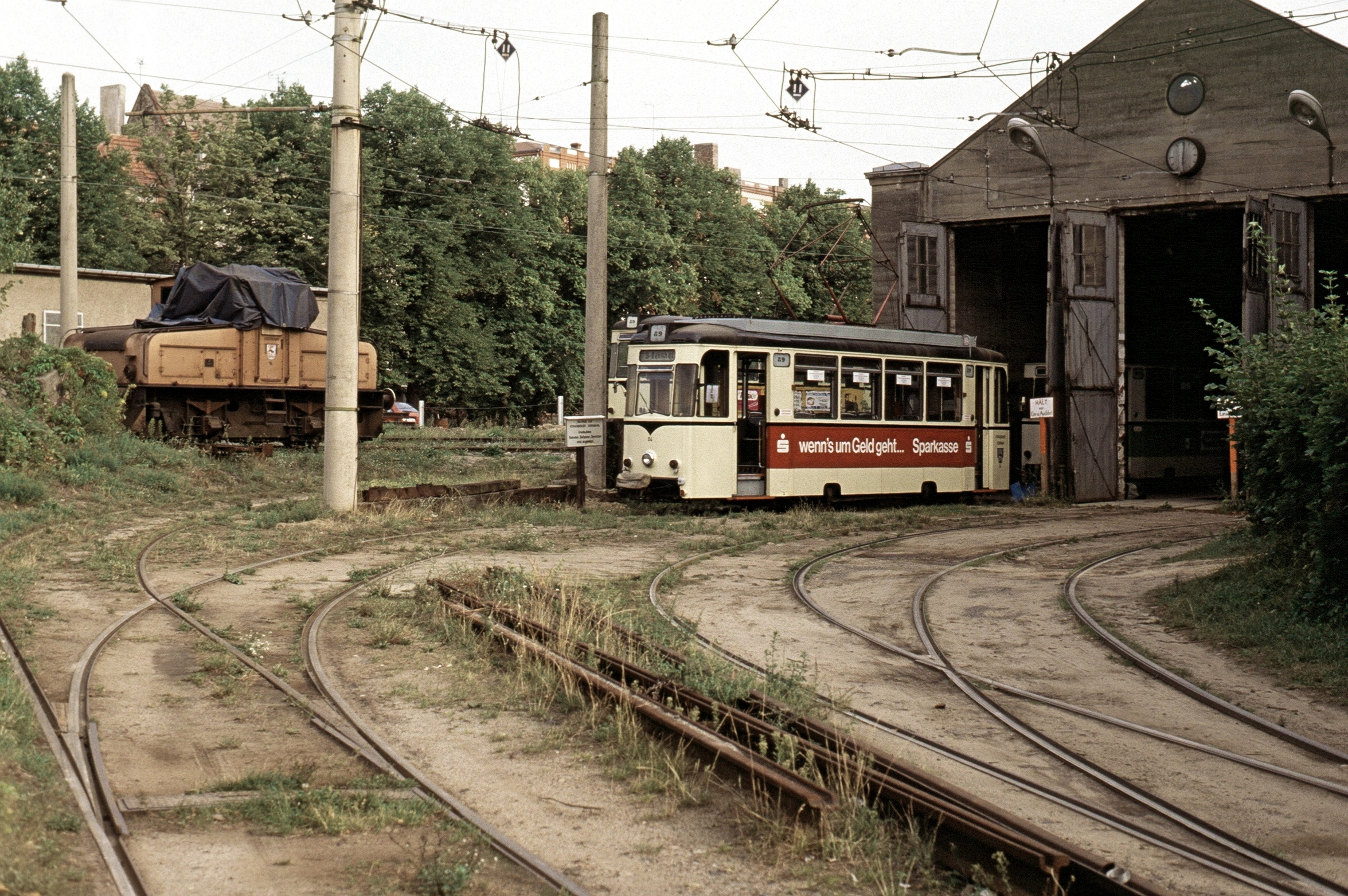
Rekotriebwagen 04 vor der Wagenhalle, links das Gleis zum Kleinbahnhof und Lok 14, 1992

Bei der Betriebseröffnung im Jahr 1883 verfügte die Bahn über zwei B-gekuppelte Dampflokomotiven, vier zweiachsige Personenwagen der 1. und 2. Klasse und einen gedeckten Güterwagen für Stückgut. 1909/10 existierten drei B-gekuppelte Lokomotiven, fünf Personenwagen, ein Güter- und ein kombinierter Post- und Gepäckwagen. Eine C-gekuppelte Dampflok mit dem Namen „Neudamm“ kam 1913 hinzu. Vermutlich handelte es sich durchwegs um von der preußischen Staatsbahn erworbene gebrauchte Fahrzeuge.
Für den elektrischen Betrieb wurden von der Waggonfabrik Wismar drei vierachsige Triebwagen und vier bauartgleiche Beiwagen beschafft. Die schweren Fahrzeuge hatten geschlossene Plattformen mit Schiebetüren, Laternendächer in Durchgangszug-Bauart, 24 Quer- und 8 Längssitze. Sie wiesen Maximumdrehgestelle, zwei Motoren mit einer Leistung von je 50 PS und Lyrastromabnehmer auf. Die Triebwagen trugen zunächst die Betriebsnummern 1M bis 3M, die Beiwagen 1A bis 4A. Dazu wurden eine zweiachsige Bo-Elektrolokomotive mit einer Leistung von 110 PS, die später die Betriebsnummer 12 erhielt, und ein Post- und Gepäckbeiwagen (Nr. 1P) erworben. Ab 1928 wurden die Fahrzeuge als 1 bis 3 (Triebwagen), 4 bis 7 (Beiwagen) und 8 (Post- und Gepäckbeiwagen) umgezeichnet. Im selben Jahr wurden von Wismar ein weiterer Trieb- (Nr. 9) und zwei Beiwagen (Nr. 10 und 11) erworben, die denen der ersten Lieferung entsprachen. In den 1930er Jahren wurden die Trompetenkupplungen durch Kompaktkupplungen ersetzt.
1940 kamen von der Rheinbahn Düsseldorf die zweiachsigen Triebwagen 5 und 7, die in Strausberg die Nummern 14 und 16 erhielten. Der Wagen 13 war ein zweiachsiger Unkrautvertilgungswagen. Die Betriebsnummer 15 bekam eine um 1943 angeschaffte elektrische Lokomotive mit der Achsanordnung Bo, die vorher möglicherweise bei der Hamburger Hafenbahn im Einsatz war. 1944 wurden vier Beiwagen der Bauart KSW (Nr. 17 bis 20) übernommen, der Wagen 20 wurde aufgrund von Kriegsschäden aber nicht in Betrieb genommen und verschrottet. Über die drei ab 1941 vorhandenen zweiachsigen Personen- und einen vierachsigen Schnellzugwagen, vermutlich Leihfahrzeuge, ist wenig bekannt.
In den Kriegsjahren waren die Fahrzeuge nur mangelhaft unterhalten worden und wiesen zudem Schäden auf. Im Zuge kleinerer Umbauten wurden die Gleitlager der Radsätze teilweise durch Rollenlager ersetzt, die Beiwagen 4 bis 6 erhielten Polstersitze. 1957 wurden mit den Wagen 7 und 11 die ersten Fahrzeuge verschrottet, dafür kamen im selben Jahr von der BVG-Ost die Triebwagen 4302 und 4305 des Typs TF 21 S, die die Nummern 2II und 8 erhielten. Der Triebwagen 2 wurde nach einem Unfall 1958 verschrottet, ein Jahr später der Post- und Gepäckwagen 8. 1959 erhielt Strausberg von der BVG-Ost die Triebwagen 4120, 4124 und 4125 der Bauart TF 14/24 S, die jedoch nie eingesetzt wurden.
Für den Güterverkehr wurde 1963 von LEW Hennigsdorf eine zweiachsige Elektrolokomotive des Typs EL 4 geliefert, die zunächst die Betriebsnummer 15b (später: 15II) erhielt. 1974 kam die baugleiche, 1960 zunächst als Lok 1 an das Glaswerk Stralau gelieferte Lok 14 hinzu. Die Lok 12 wurde Anfang der 1970er Jahre nach Leipzig abgegeben, die Lok 15 (seit 1963: 15a) verschrottet. Nach dem Entfall des Güterverkehrs wurden die beiden Elloks ab Anfang der 1990er Jahre nur noch sporadisch eingesetzt. 2004 und 2005 wurden sie als Dauerleihgabe an die Buckower Kleinbahn abgegeben.
1966 wurde der Tw 2II verschrottet, ab 1967 kamen insgesamt elf vierachsige Mitteleinstiegtriebwagen von den Leipziger Verkehrsbetrieben, von denen nur acht zum Einsatz kamen und deren Inbetriebnahme sich bis 1978 hinzog. Nach Strausberg gelangten nur Triebwagen des Typs 29a mit Neubaudrehgestellen in geschweißter Bauart mit rollengelagerten Radsätzen und Längssitzen. Der Triebwagen 9 wurde 1968 ausgemustert und die KSW-Beiwagen an die Woltersdorfer Straßenbahn abgegeben. Die Beiwagen 4, 5, 6 und 10 erhielten Druckluftbremsen für den Betrieb mit den Leipziger Triebwagen. Letztere verkehrten ab 1971 im Zugverband, wobei infolge der fehlenden Vielfachsteuerung nur der jeweils führende Wagen Zugkraft ausübte. Der Triebwagen 3 brannte 1971 aus. Die Leipziger Mitteleinstiegwagen wurden 1981 abgestellt und ausgemustert. Nachdem die geplante Einstellung des Personenverkehrs aufgrund von im Frühsommer 1980 angeordneten Energiesparmaßnahmen abgewendet wurde, erhielt die Bahn zwischen 1980 und 1986 sieben gebrauchte Trieb- und vier Beiwagen der Bauart Reko in Zweirichtungsausführung vom Kombinat Berliner Verkehrsbetriebe (BVB).
1995 übernahm die Gesellschaft drei Tatrawagen des Typs KT8D5 aus Košice. Die drei Fahrzeuge der Baujahre 1989 und 1990 wurden umfangreich modernisiert und erhielten die Wagennummern 21 bis 23. Nach einem Brand im Jahr 2006 war der Triebwagen 23 bis 2008 abgestellt. Im Jahr 2003 übernahm man von Siemens einen Prototyp des Typs T6C5. Dieser wurde 1998 von ČKD als Vorführfahrzeug für die USA gebaut, um dort einen Absatzmarkt aufzubauen. Der Einsatz erfolgte in New Orleans, wo er auch kurzzeitig im Linienbetrieb verkehrte. 2001 erfolgte der Verkauf an Siemens. Er wurde unter der Wagennummer 30 in den Bestand eingereiht, war jedoch aufgrund von Ersatzteilmangel eine Zeit lang abgestellt. Aktuell verkehrt er aber regelmäßig am Wochenende, wenn ein geringerer Kapazitätsbedarf besteht. Eine Zeit lang war dieser Wagen auch in der Woche in der Hauptverkehrszeit als zusätzlicher Schülerkurs im Einsatz.
Der zuvor als Schülerkurs eingesetzte Wagen 05 – der letzte noch betriebsfähige Strausberger Rekowagen TZ 69 – konnte 2004 nach dem Zugang des T6C5 ausgesondert werden. Er ist heute historisches Fahrzeug. Weiterhin befindet sich der historische Triebwagen 16 im Fuhrpark, er kam 1940 von der Straßenbahn Düsseldorf nach Strausberg, ursprünglich (bis 1937) war er bei der Kreis Mettmanner Straßenbahn im Einsatz. Seit dem 31. Oktober 2005 ist er jedoch ohne Betriebserlaubnis abgestellt.
2010 war für Testfahrten ein Berliner Flexity-Fahrzeug in Strausberg im Einsatz. Im Zusammenhang mit der Bestellung der Berliner Verkehrsbetriebe beschaffte die Strausberger Eisenbahn in der Folge zwei sechsachsige Zweirichtungsfahrzeuge dieses Typs. Seit Ende März 2013 werden die beiden Fahrzeuge mit den Nummern 0041 und 0042 in der für Berlin typischen gelben Farbgebung im Liniendienst eingesetzt.

Vom 4. Oktober bis 12. November 2021 verkehrte der Wagen 30 zu jeder zweiten Fahrt zusätzlich nach bzw. vor dem planmäßigen Wagen. Das Angebot galt in den Hauptverkehrszeiten Montag bis Freitag zwischen 6:00 und 9:00 sowie zwischen 14:00 und 17:00 Uhr. Der Grund für diese Besonderheit war eine Streckensperrung bei der S-Bahn zwischen Strausberg und Strausberg Nord.

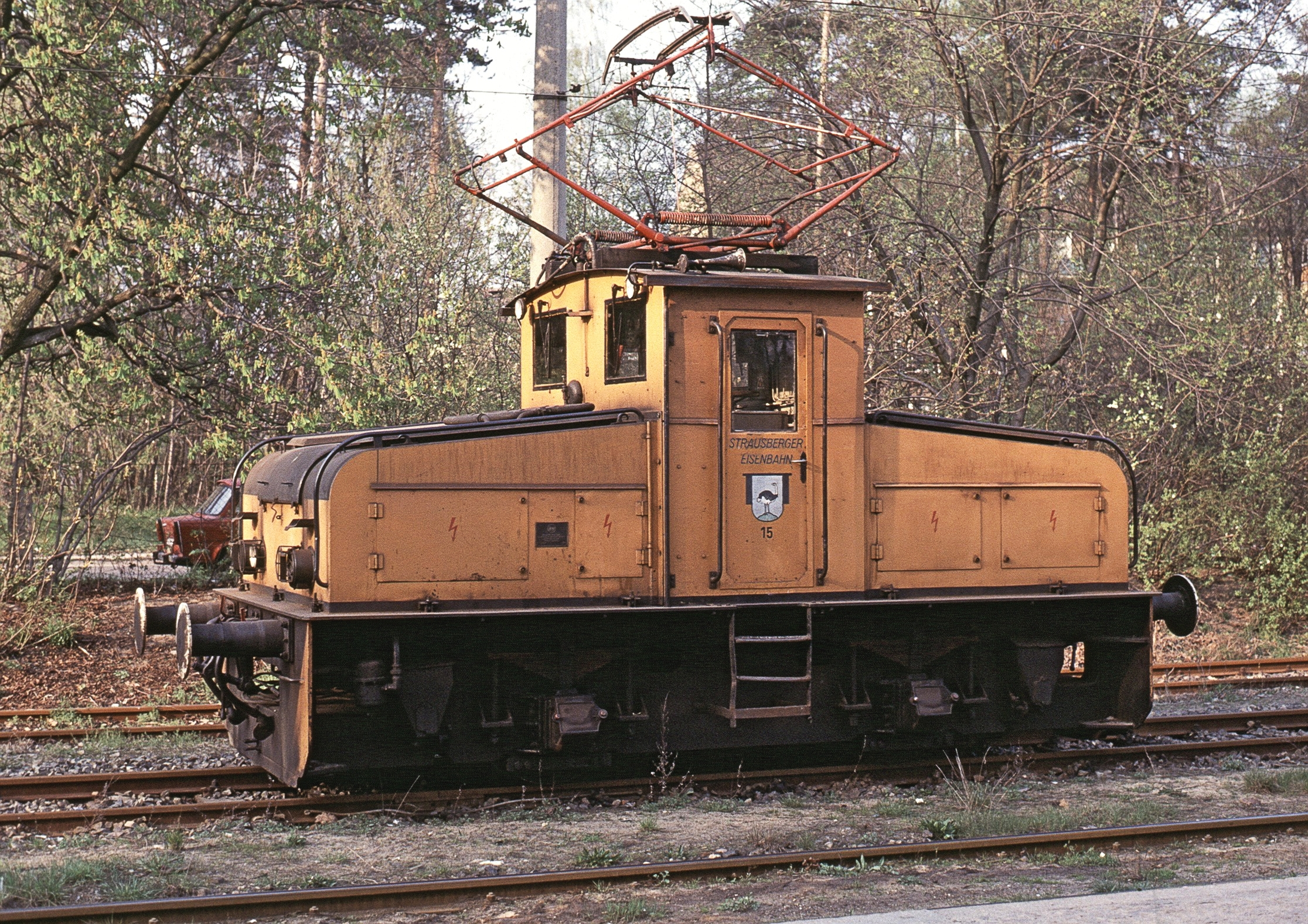
Lok 15II der Bauart EL 4
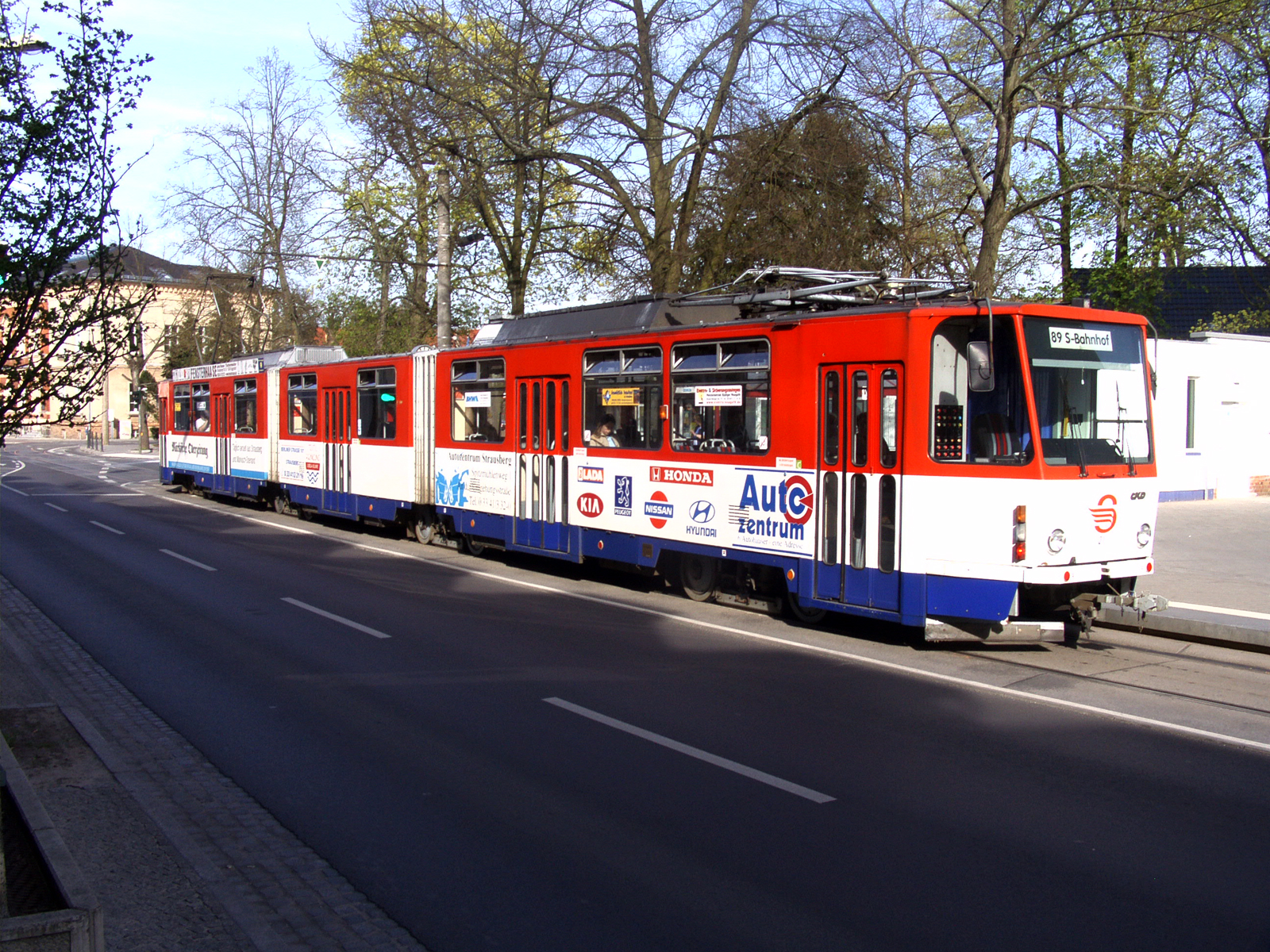
Ein Tatra KT8D5 am Lustgarten
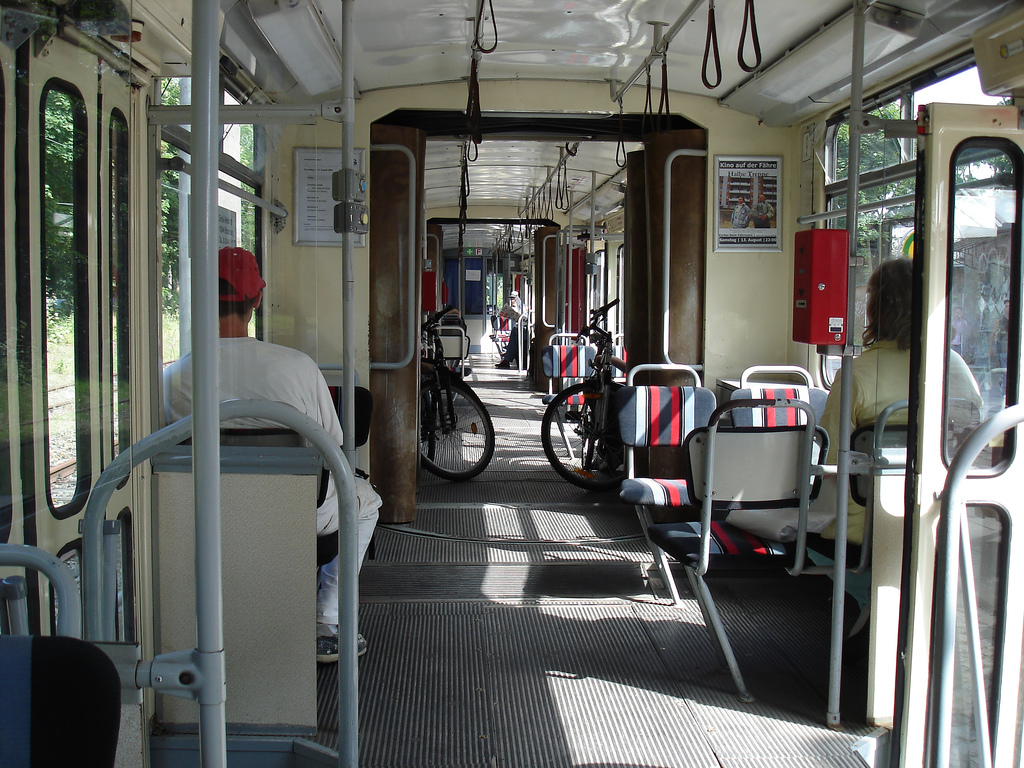
KT8D5-Triebwagen von innen
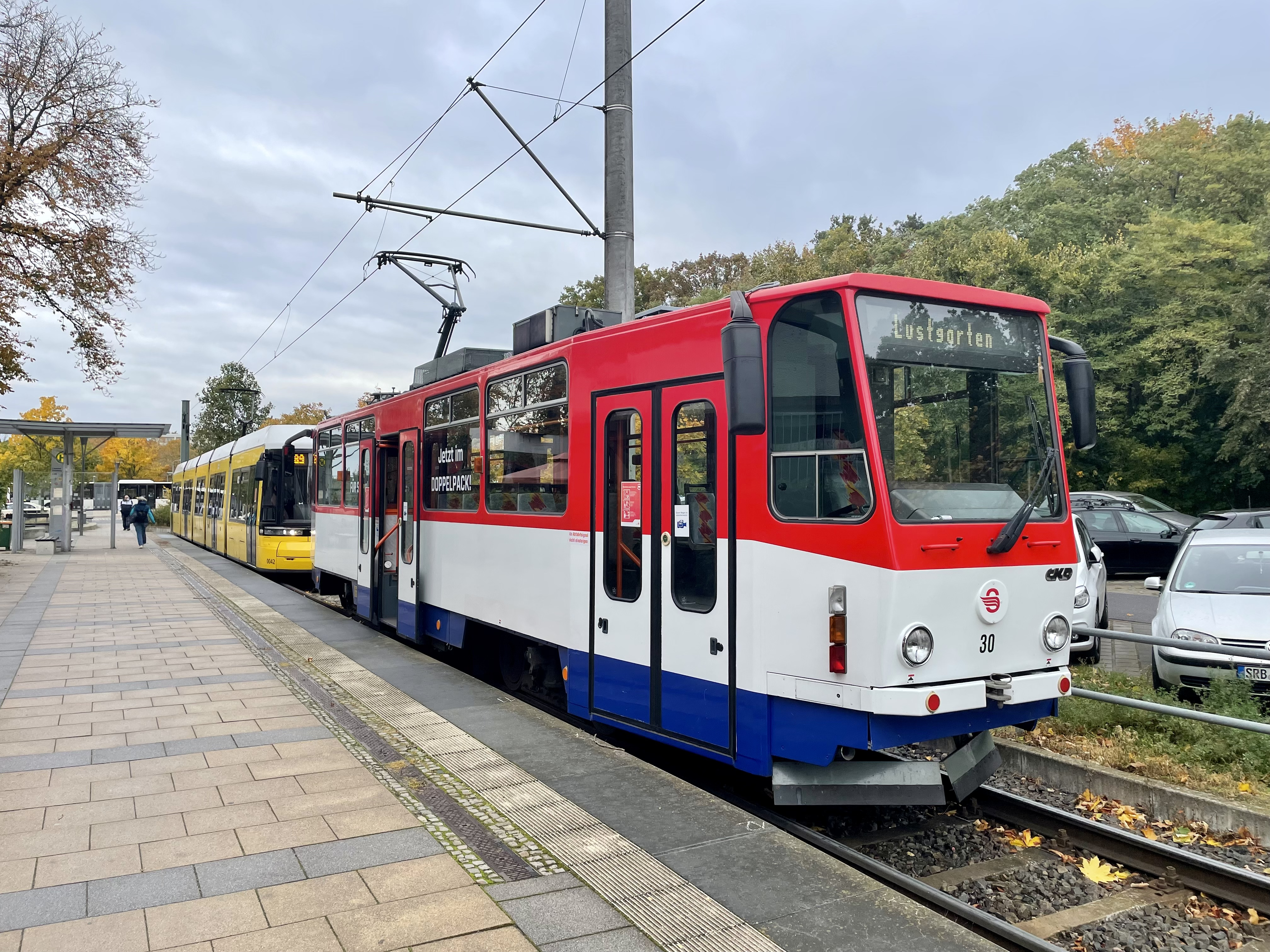
Wagen 30 und 42 am S-Bf Strausberg
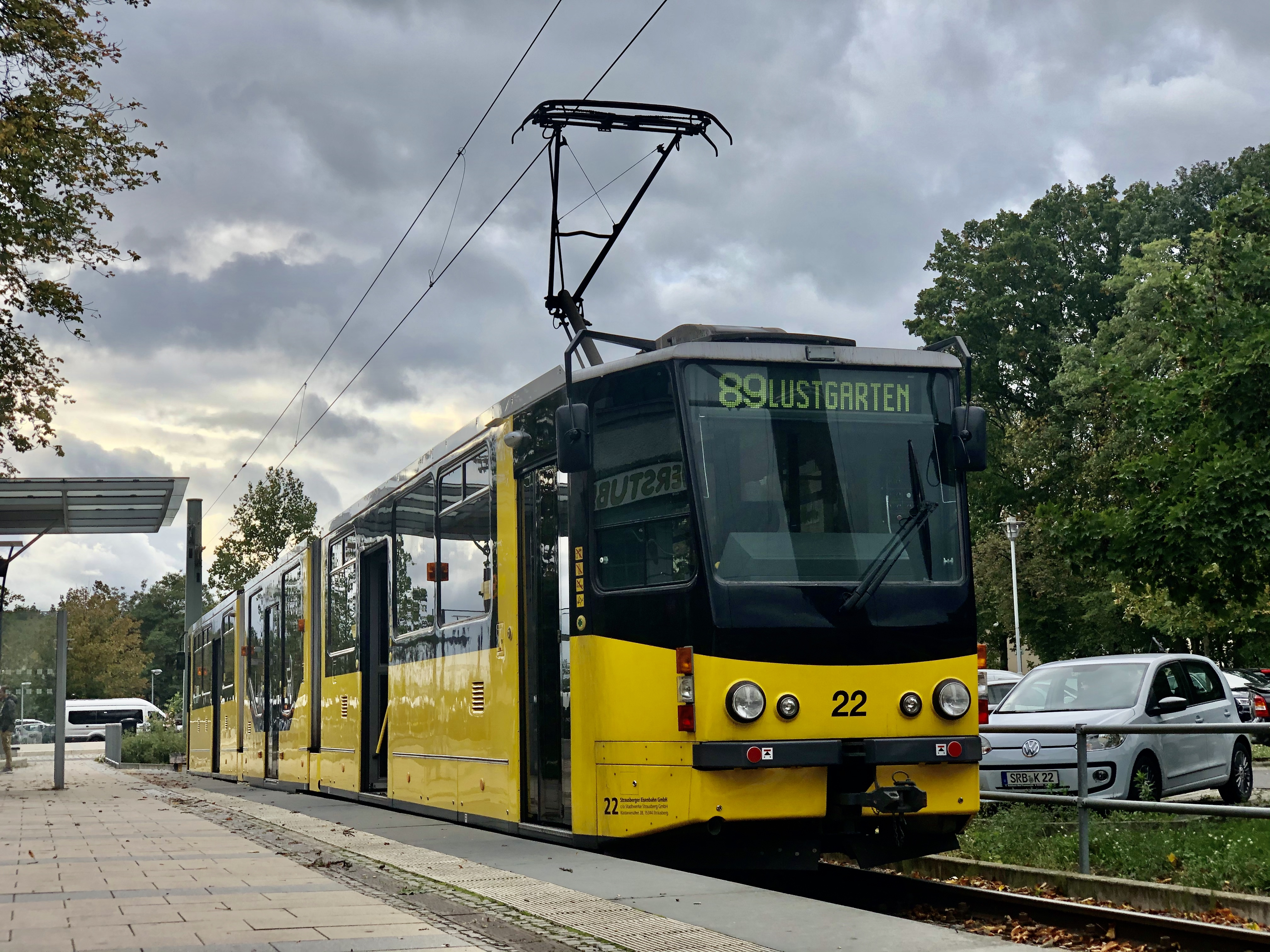
Der KT8D5 RN2.S steht am Bf Strausberg

### Tabelle
Diese Tabelle listet alle Fahrzeuge auf, die seit der Elektrifizierung der Strausberger Eisenbahn im Personenverkehr anzutreffen waren. Hierbei handelte es sich ausschließlich um Zweirichtungsfahrzeuge. Fett markierte Fahrzeuge befinden sich noch im Bestand.
| Nummer | Hersteller                     | Typ            | Achsen | Baujahr | Übernahme | Abgabe | Anmerkungen |
| ------ | ------------------------------ | -------------- | ------ | ------- | --------- | ------ | --- |
| 1      | Wismar / Bergmann              |                | 4      | 1921    | 1921      | 1980   | 1980 ausgemustert; Aufarbeitung zum historischen Triebwagen abgebrochen; 2005 verschrottet                           |
| 2      | Wismar / Bergmann              |                | 4      | 1921    | 1921      | 1958   | 1958 ausgemustert |
| 2II    | Falkenried / Siemens           | TF 21 S        | 2      | 1921    | 1965      | 1966   | ex Berlin 4302; 1966 ausgemustert                                                                                    |
| 2III   | Gotha / Sachsenwerk/Bergmann   |                | 4      | 1929    | 1967      | 1975   | ex Leipzig 1046II; 1975 ausgemustert                                                                                 |
| 2IV    | C&U / Bergmann                 |                | 4      | 1929    | 1968      | 1980   | ex Leipzig 1010II; ab 1976 im Einsatz; 1980 ausgemustert                                                             |
| 3      | Wismar / Bergmann              |                | 4      | 1921    | 1921      | 1971   | 1971 ausgebrannt |
| 3II    | Bautzen / Sachsenwerk/Bergmann |                | 4      | 1929    | 1971      | 1981   | ex Leipzig 1037II; 1981 ausgemustert                                                                                 |
| 4      |                                |                |        |         |           |        | siehe 14 |
| 5      | Bautzen / Sachsenwerk/Bergmann |                | 4      | 1929    | 1968      | 1981   | ex Leipzig 1038II; 1981 ausgemustert                                                                                 |
| 7      | Gotha / Sachsenwerk/Bergmann   |                | 4      | 1929    | 1967      | 1981   | ex Leipzig 1047II; 1981 ausgemustert                                                                                 |
| 8      | Falkenried / Siemens           | TF 21 S        | 2      | 1921    | 1965      | 1980   | ex Berlin 4305; 1971 als Arbeitswagen; 1980 nach Berlin, Aufarbeitung zum historischen Triebwagen vorgesehen         |
| 8II    | Bautzen / Sachsenwerk/Bergmann |                | 4      | 1929    | 1971      | 1981   | ex Leipzig 1025II; 1981 ausgemustert                                                                                 |
| 9      | Werdau / Bergmann              |                | 4      | 1928    | 1928      | 1968   | 1968 ausgemustert |
| 9II    | Bautzen / Sachsenwerk/Bergmann |                | 4      | 1929    | 1971      | 1981   | ex Leipzig 1030II; 1981 ausgemustert                                                                                 |
| 10     | Gotha / Sachsenwerk/Bergmann   |                | 4      | 1929    | 1967      | 1971   | ex Leipzig 1048II; 1971 ausgemustert                                                                                 |
| 10II   | Bautzen / Sachsenwerk/Bergmann |                | 4      | 1929    | 1971      | 1981   | ex Leipzig 1031II; 1981 ausgemustert                                                                                 |
| 14     | Duewag / SSW                   |                | 2      | 1924    | 1940      | 1983   | ex Düsseldorf 5, 1938 ex Mettmann; 1971 in 4; 1983 ausgemustert                                                      |
| 16     | Duewag / SSW                   |                | 2      | 1924    | 1940      | 1980   | ex Düsseldorf 7, 1938 ex Mettmann 27; 1980 als Arbeitswagen; 1993 als hist. Triebwagen; 2012 an Flugplatz Strausberg |
| 01     | Raw Sw / LEW                   | TZ 69          | 2      | 1969    | 1980      | 1997   | ex Berlin 223 024; 1997 ausgemustert                                                                                 |
| 02     | Raw Sw / LEW                   | TZ 69          | 2      | 1969    | 1981      | 1995   | ex Berlin 223 023; 1995 ausgemustert und an Kindergarten                                                             |
| 03     | Raw Sw / LEW                   | TZ 69          | 2      | 1969    | 1981      | 2024   | ex Berlin 223 020; 1990 in 05II; 2024 ausgemustert und an Privatperson                                               |
| 03II   |                                |                |        |         |           |        | siehe 05 |
| 04     | Raw Sw / LEW                   | TZ 69          | 2      | 1969    | 1981      | 1997   | ex Berlin 223 021; 1997 ausgemustert                                                                                 |
| 05     | Raw Sw / LEW                   | TZ 69          | 2      | 1969    | 1981      | 1997   | ex Berlin 223 019; 1990 in 3II; 1997 ausgemustert                                                                    |
| 05II   |                                |                |        |         |           |        | siehe 03 |
| 06     | Raw Sw / LEW                   | TZ 69          | 2      | 1969    | 1981      |        | ex Berlin 223 022 |
| 07     | Raw Sw / LEW                   | TZ 69          | 2      | 1969    | 1986      | 2005   | ex Woltersdorf 39; 1979 ex Berlin 223 025; 2005 ausgemustert und an Grundschule                                      |
| 21     | ČKD Tatra                      | KT8D5          | 8      | 1990    | 1995      | 2015   | Gelenkwagen, ex Košice 527, 2015 verkauft nach Prag                                                                  |
| 22     | ČKD Tatra                      | KT8D5          | 8      | 1989    | 1995      |        | Gelenkwagen, ex Košice 503, 2014 modernisiert zum KT8D5.RN2S, seither mit niederflurigem Mittelteil                  |
| 23     | ČKD Tatra                      | KT8D5          | 8      | 1989    | 1995      | 2014   | Gelenkwagen, ex Košice 505, 2014 verkauft nach Prag                                                                  |
| 30     | ČKD Tatra                      | T6C5           | 4      | 1998    | 2003      |        | ex New Orleans |
| 0041   | Bombardier                     | Flexity Berlin | 6      | 2013    | 2013      |        | Gelenkwagen, niederflurig                                                                                            |
| 0042   | Bombardier                     | Flexity Berlin | 6      | 2013    | 2013      |        | Gelenkwagen, niederflurig                                                                                            |

| Nummer | Hersteller | Typ   | Achsen | Baujahr | Übernahme | Abgabe  | Anmerkungen                                                            |
| ------ | ---------- | ----- | ------ | ------- | --------- | ------- | ---------------------------------------------------------------------- |
| 4      | Wismar     |       | 4      | 1921    | 1921      | 1971    | 1970 in 11II; 1971 ausgemustert                                        |
| 5      | Wismar     |       | 4      | 1921    | 1921      | 1971    | 1970 in 12; 1971 ausgemustert                                          |
| 6      | Wismar     |       | 4      | 1921    | 1921      | 1971    | 1971 ausgemustert                                                      |
| 7      | Wismar     |       | 4      | 1921    | 1921      | 1957    | 1957 ausgemustert                                                      |
| 10     | Werdau     |       | 4      | 1928    | 1928      | 1971    | 1971 ausgemustert                                                      |
| 11     | Werdau     |       | 4      | 1928    | 1928      | 1957    | 1957 ausgemustert; Aufarbeitung zum HBw abgebrochen; 2005 verschrottet |
| 11II   |            |       |        |         |           |         | siehe 4                                                                |
| 12     |            |       |        |         |           |         | siehe 5                                                                |
| 17     | Uerdingen  | KSW   | 2      | 1944    | 1944      | 1968    | an Woltersdorf 21II; 1981 ausgemustert                                 |
| 18     | Uerdingen  | KSW   | 2      | 1944    | 1944      | 1968    | an Woltersdorf 24II; 1979 ausgemustert                                 |
| 19     | Uerdingen  | KSW   | 2      | 1944    | 1944      | 1968    | an Woltersdorf 22II; 1993 als hist. Bw in Woltersdorf                  |
| 20     | Uerdingen  | KSW   | 2      | 1944    | 1944      | 1945(?) | Kriegsverlust                                                          |
| 001    | Raw Sw     | BZ 69 | 2      | 1969    | 1981      | 1999    | ex Berlin 269 047; 1999 ausgemustert                                   |
| 001II  |            |       |        |         |           |         | siehe 002                                                              |
| 002    | Raw Sw     | BZ 69 | 2      | 1969    | 1981      | 2005    | ex Berlin 269 044; 1998 in 001II; 2005 ausgemustert und an Schule      |
| 003    | Raw Sw     | BZ 69 | 2      | 1969    | 1981      | 2010    | ex Berlin 269 043; 2010 ausgemustert                                   |
| 004    | Raw Sw     | BZ 69 | 2      | 1969    | 1981      | 199x    | ex Berlin 269 041; 199x ausgemustert                                   |

## Besonderheiten
Bereits vor der Umkonzessionierung von EBO auf BOStrab wies die Bahn zahlreiche Charakteristika einer Straßenbahn auf:

Das Verkehrszeichen 224 der StVO

- Trotz der früheren gesetzlichen Einstufung als Eisenbahn wird der Personenverkehr traditionell mit klassischen Straßenbahn-Fahrzeugen durchgeführt. In der breiten Öffentlichkeit wurde die Strausberger Eisenbahn deshalb schon vor der Konzessionsänderung meist als Straßenbahn wahrgenommen. Auch vom Unternehmen selbst wurde sie stets als solche bezeichnet.
- Für die Kennzeichnung ihrer Haltepunkte verwendet die Strausberger Eisenbahn schon seit vielen Jahren das von Straßenbahn- und Buslinien bekannte Verkehrszeichen 224 der Straßenverkehrsordnung. Zwischen 1938 und 1987 war dieses Zeichen auch in der BOStrab enthalten, im Eisenbahnbetrieb nach EBO ist es hingegen unüblich.
- Weiterhin außergewöhnlich für eine Eisenbahn war die bei den Triebwagen der Strausberger Eisenbahn seit je her übliche Verwendung von Fahrtrichtungsanzeigern entsprechend der Straßenverkehrszulassungsordnung, umgangssprachlich Blinker genannt. Diese sind nach der EBO nicht vorgeschrieben, waren aber bei der Strausberger Eisenbahn schon früher notwendig, weil diese seit 1921 teilweise im Straßenraum verkehrt und somit Fahrtrichtungsänderungen den anderen Verkehrsteilnehmern anzeigen muss.
- Ungeachtet des Einsatzes von Straßenbahnfahrzeugen entsprachen die Leit- und Rillenweiten in den Herzstückbereichen der Vignolschienenweichen der Strausberger Eisenbahn den im Eisenbahnverkehr üblichen Normen. Die eingesetzten Straßenbahnfahrzeuge wurden entsprechend angepasst und verfügen über dazu passende Radreifen. Diese sind 115 Millimeter breit, es handelt sich dabei um ein sogenanntes „Mischprofil“. Im Gegensatz dazu sind „echte“ Eisenbahn-Radreifen mit 135 mm noch etwas breiter. Nach der Trennung vom Eisenbahnnetz wurden jedoch die Radlenkerrillenweiten für den Einsatz der Berliner Niederflurwagen verringert.
- Die Liniennummer 89 führt die Bahn seit der Einführung eines einheitlichen Nummernkonzepts für die Straßenbahnlinien in Berlin und Umgebung am 2. Juni 1991. Während für die Berliner Straßenbahnlinien die Liniennummern von 1 bis 86 vorgesehen sind, erhielten die Woltersdorfer Straßenbahn die Nummer 87, die Schöneicher Straßenbahn die 88 und die Potsdamer Straßenbahn die Nummern 90 bis 99 zugeteilt.
- In der DDR war die Strausberger Eisenbahn eines der wenigen Eisenbahnverkehrsunternehmen neben der Deutschen Reichsbahn. Die meisten privaten Eisenbahngesellschaften wurden hingegen am 1. April 1949 verstaatlicht und in die DR integriert.
- Als eine der wenigen Nichtbundeseigenen Eisenbahnen (NE) war die Strausberger Eisenbahn zu Zeiten ihres Status als Eisenbahnbetrieb nicht in den sogenannten NE-Anstoßtarif integriert. Das heißt, im Wechselverkehr zwischen der Staatsbahn und der Strausberger Eisenbahn konnten keine durchgehenden Fahrscheine erworben werden. Auch in den  Eisenbahnkursbüchern war die STE schon seit Anfang der 1950er Jahre nicht mehr aufgeführt.
- Bei der Strausberger Eisenbahn gilt zusätzlich zum regulären Verbundtarif des Verkehrsverbunds Berlin-Brandenburg auch ein spezieller STE-Haustarif. Fahrgäste, die nur mit der Linie 89 fahren und nicht auf andere VBB-Verkehrsmittel umsteigen, kommen so in den Genuss etwas günstigerer Fahrausweise. So kostet beispielsweise eine Einzelfahrkarte zurzeit nur 1,80 Euro statt 1,90 Euro gemäß regulärem VBB-Tarif.
- Die Strausberger Eisenbahn ist eines der wenigen Verkehrsunternehmen in Deutschland, die ein für jedermann erhältliches 365-Euro-Ticket anbieten (Preis bei Einmalzahlung).[17]

## Namen der Gesellschaft

Logo der Strausberger Eisenbahn

Die Bahngesellschaft wurde 1893 als Strausberger Kleinbahn AG gegründet. 1920 wurde unter Hinzuziehung der Provinz Brandenburg, des Kreises Oberbarnim und der Stadt Strausberg die Strausberger Eisenbahn AG gegründet, die nun den Betrieb führte. Ab 1946 nannte sie sich Strausberger Straßenbahn. Am 1. Januar 1970 wurde sie in den Zweigbetrieb Schienenverkehr des VEB Kombinat Kraftverkehr Frankfurt (Oder) eingegliedert. Seit dem 1. Januar 1991 firmiert die Bahngesellschaft als Strausberger Eisenbahn GmbH, sie ist heute ein hundertprozentiges Tochterunternehmen der Stadt Strausberg.

## Haltestellennamen

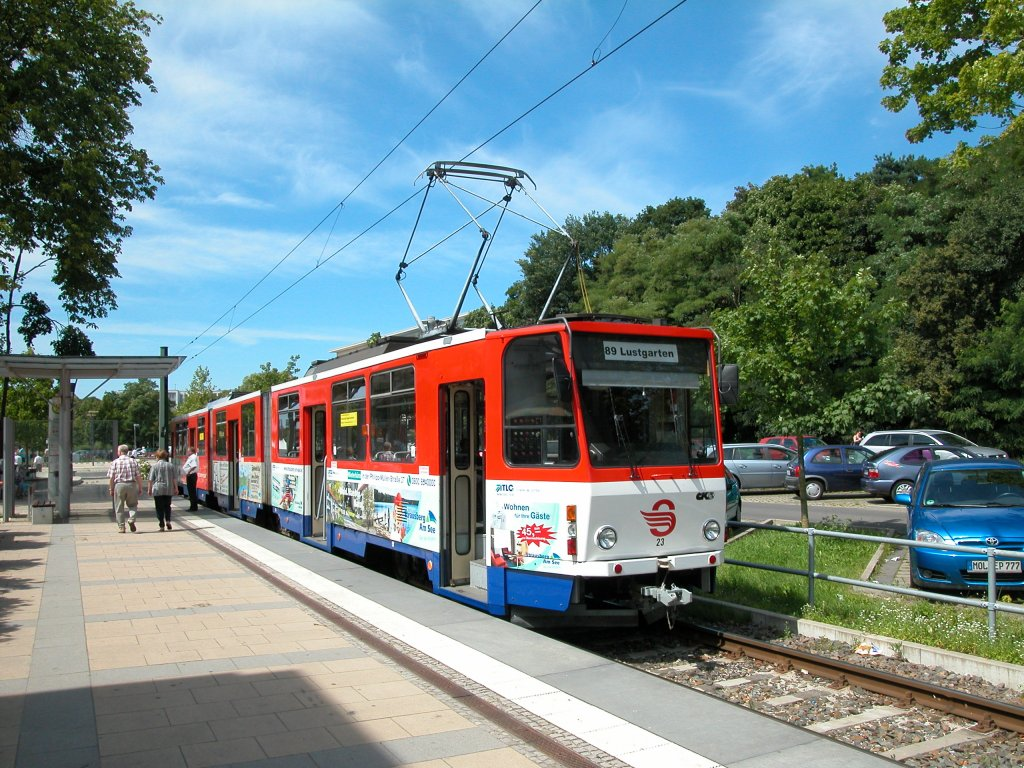
24. Juli 2012, der KT8D5 steht am Endpunkt Bahnhof Strausberg

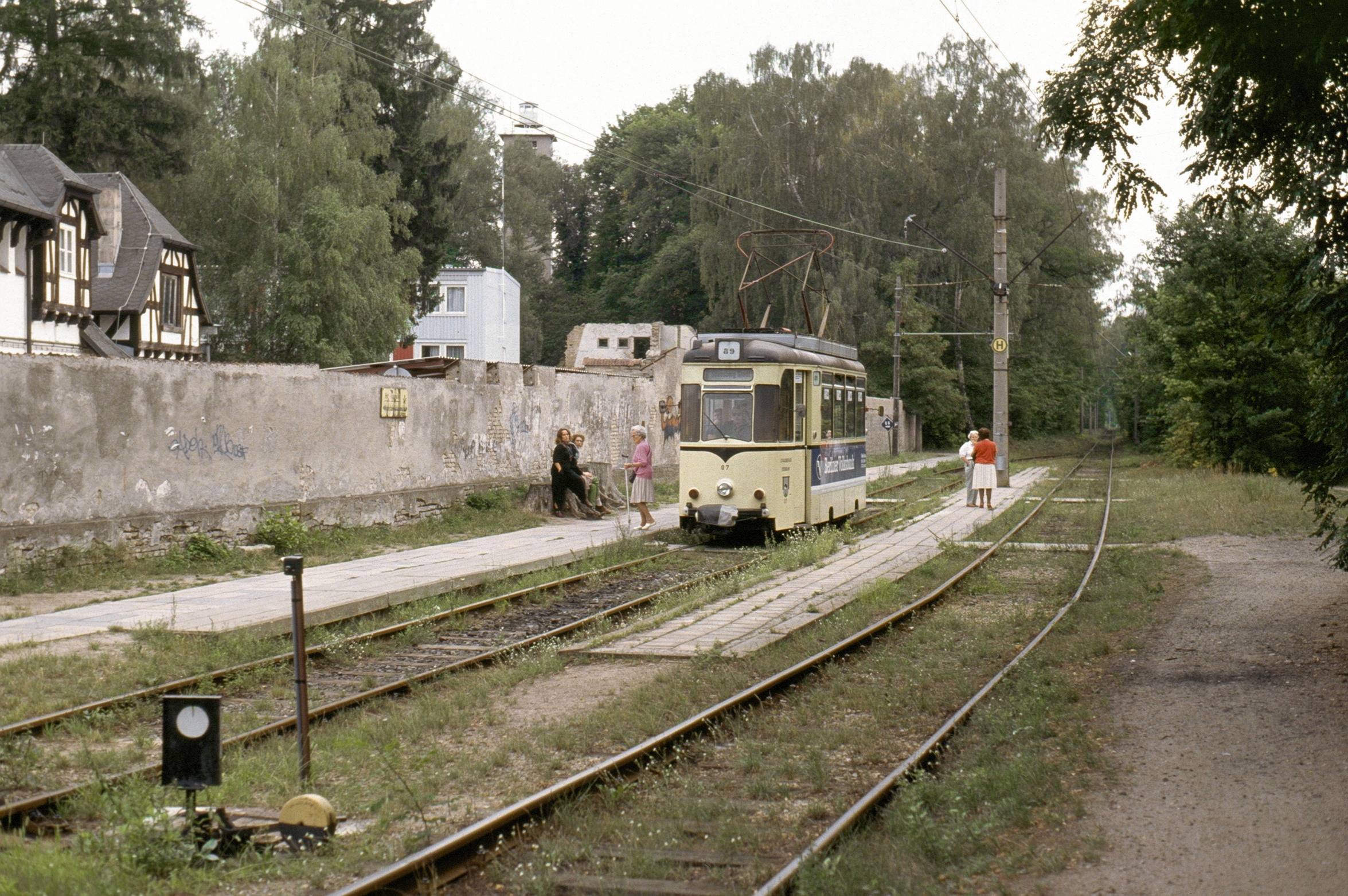
Bahnhof Hegermühle mit Triebwagen 07, 1992

Einige Haltestellen wechselten im Laufe der Jahre ihre Namen, teilweise sind sie bis heute unter ihrem alten Namen bekannt (beispielsweise Strausberg Vorstadt):
| Heutige bzw. letzte Bezeichnung | Frühere Bezeichnungen                                             |
| ------------------------------- | ----------------------------------------------------------------- |
| S-Bahnhof (Vorstadt)            | Strausberg Vorstadt Kleinbahnhof, Strausberg Vorstadt, Strausberg |
| Landhausstraße                  | Landhaus                                                          |
| Märchenwald                     | –                                                                 |
| Schlagmühle                     | –                                                                 |
| Am Stadtwald                    | Stadtwald                                                         |
| Hegermühle                      | –                                                                 |
| Wolfstal                        | Gauschule                                                         |
| Heinrich-Heine-Straße           | –                                                                 |
| Käthe-Kollwitz-Straße           | Siedlung Eckardtstein, Siedlung Eckardstein, Eckardstein          |
| Elisabethstraße                 | –                                                                 |
| Strausberg Stadt                | Strausberg Stadt Kleinbahnhof                                     |
| Lustgarten                      | Straussee-Fähre (Lustgarten), Strausberg Stadt (Fähre)            |
| Große Straße                    | –                                                                 |
| Marktplatz                      | Leninplatz                                                        |
| Badstraße                       | –                                                                 |
| Landesjugendheim                | Provinzialanstalt                                                 |

## Galerie

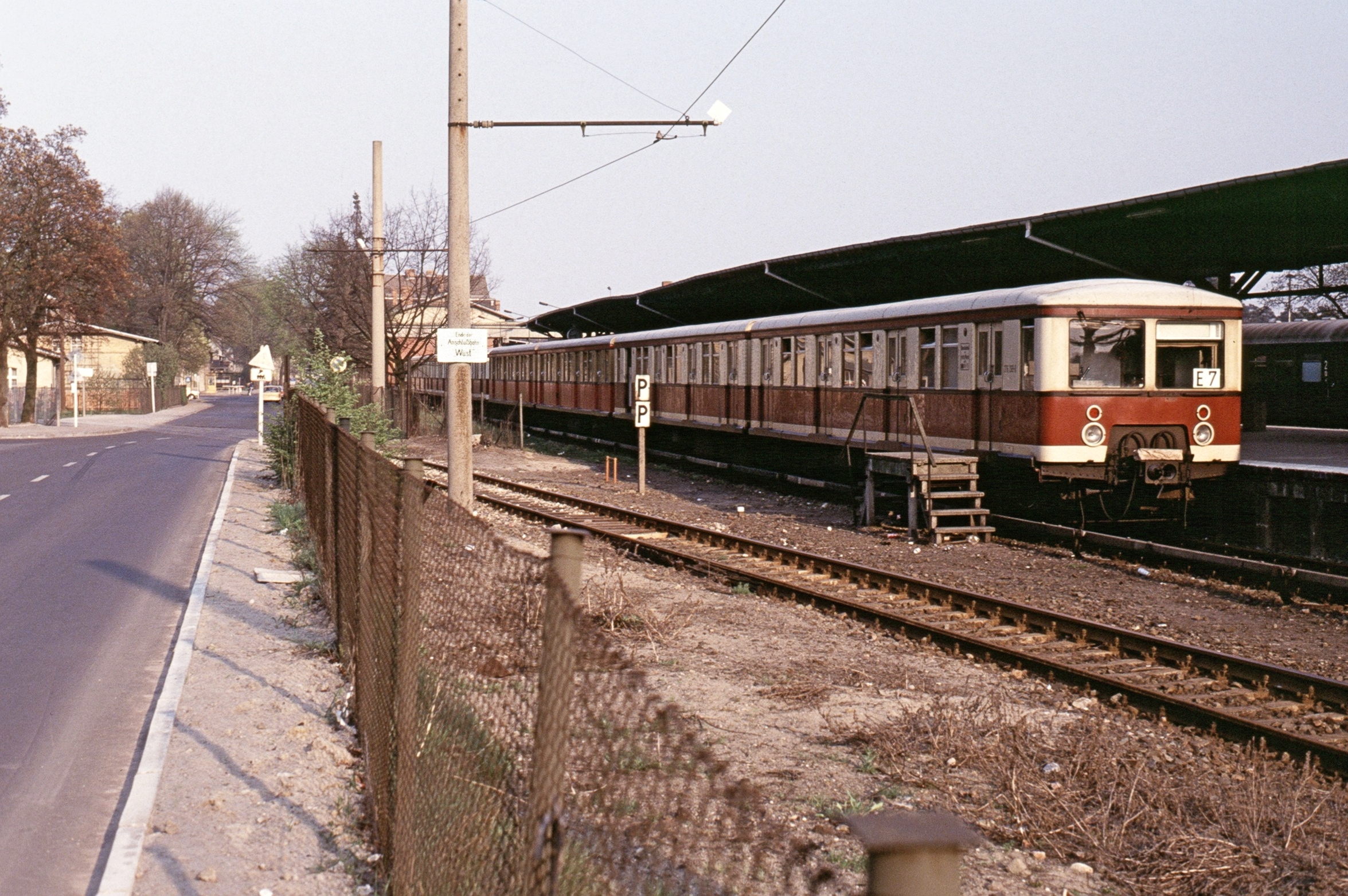
Übergabegleis zur Strausberger Eisenbahn am S-Bahnhof Strausberg
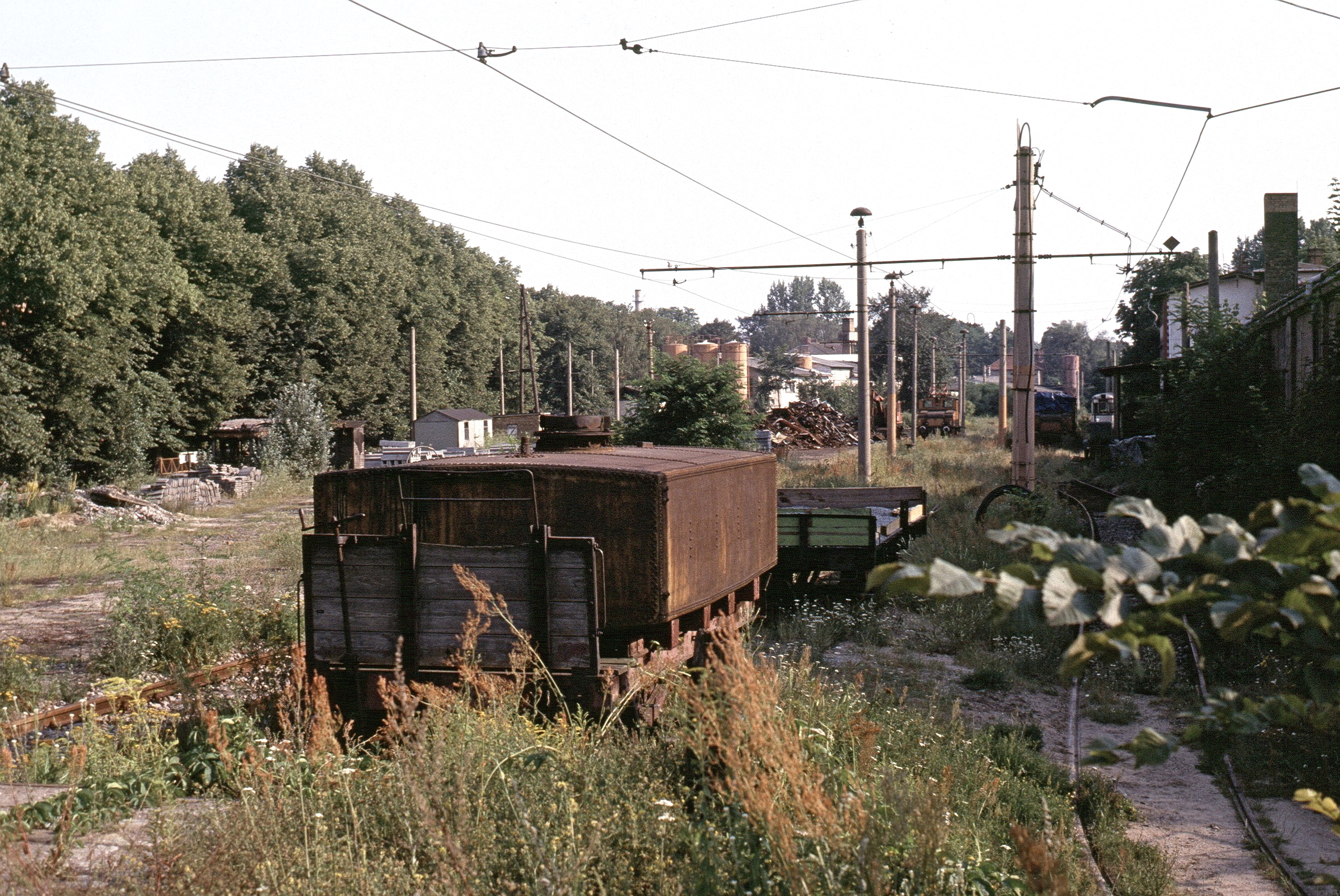
Bahnhof Strausberg Stadt Gleisseite, 1990
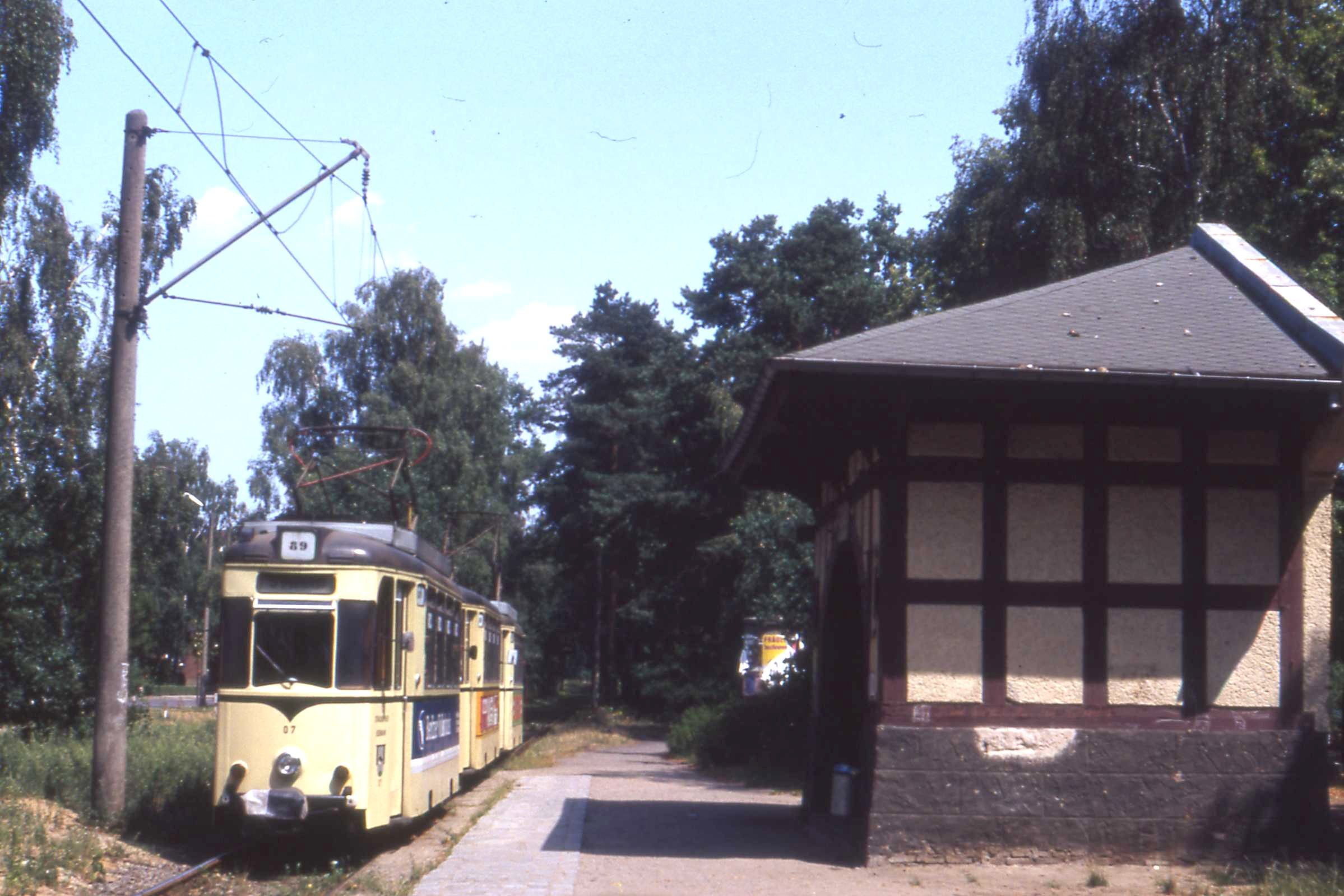
Wartehäuschen an der Station „Landhaus“ (Landhausstraße)
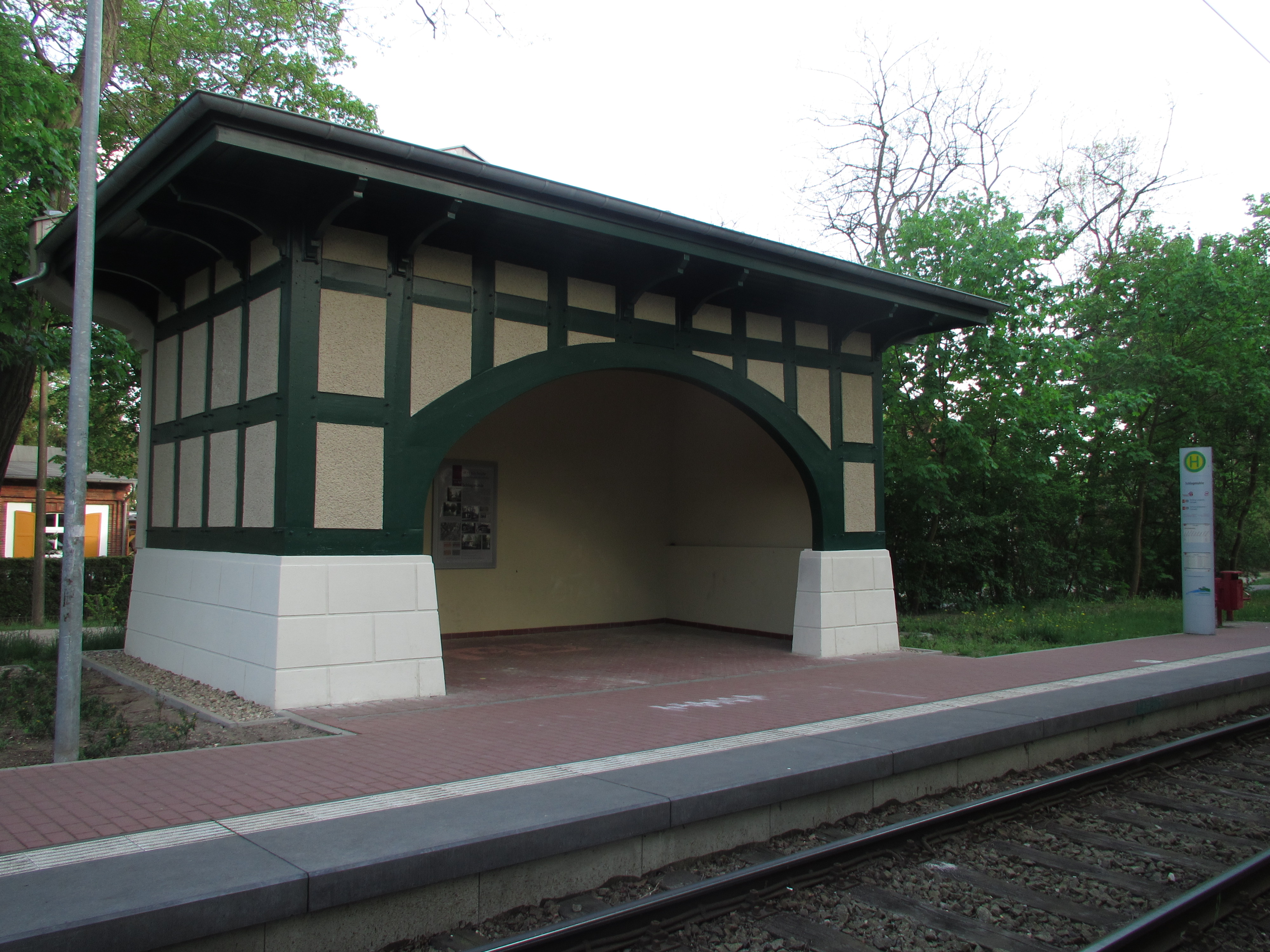
Saniertes Wartehäuschen an der Station „Schlagmühle“ (Rosa-Luxemburg-Straße)
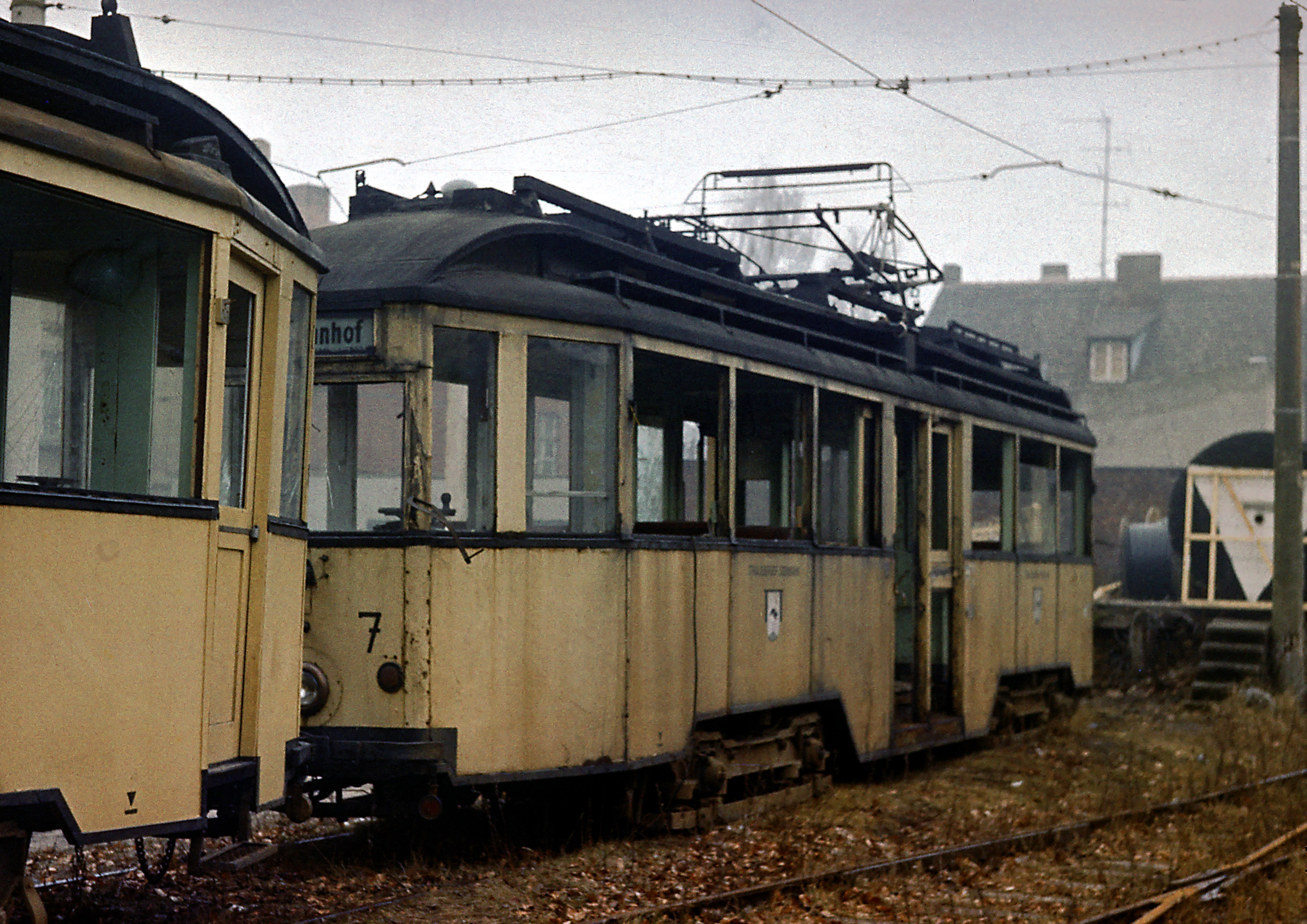
ET 7 (Typ 29a, ex LVB 1047II) im Februar 1982 ausgemustert in Strausberg Stadt